# Chevrolet Bel Air
A Chevrolet Bel Air egy felsőkategóriás autó, amelyet a General Motors Chevrolet divíziója gyártott 1949 és 1980 (1950-es és 1981-es modellév) között. Az 1950-es és 1952-es modellév között a Bel Air név kizárólag a keménytetős típusra vonatkozott, ezzel megkülönböztetve a karosszériatípust a Styleline és Freeline fantázianevű kialakításoktól. 
Az 1953-as modellévtől a Bel Air a prémiumszintű felszereltséget jelző modellnév lett, és többféle karosszériaváltozatra is alkalmazták. Később a Bel Air modellkínálat többféle felszereltségi szinttel bővült. Az amerikai piacokra szánt modellek gyártása 1975-ben fejeződött be, míg a Kanadában eladásra kínált darabok gyártását 1981-ig folytatták.

## Az első generáció (1949–1954)
Az 1950-es modellévben a Chevrolet egy forradalmi stílust vezetett be, ami évtizedekig meghatározó maradt az amerikai autógyártásban. A frissen bemutatott Bel Air karosszériája kabriószerű kialakítású volt, de keményteteje nem volt levehető. Az 1920-as évek óta több autógyártó, köztük a Chevrolet is próbálkozott már hasonló tetőkialakítással, komolyabb sikerek nélkül. Az új próbálkozás azonban a Chevrolet és a Cadillac részéről minden addiginál kedvezőbb fogadtatásra talált. A gyártás első évében mindössze 76 662 darab készült el, mivel a vásárlók a kezdetekben óvatosak voltak az új modellel. Az autó ára 1741 dollár, súlya pedig 1463 kg volt. Előre független, "knee-action" fantázianevű felfüggesztés került.
Az első Bel Air modelleken csak az A oszloptól előrefelé található lemezek egyeztek meg a kínálat többi tagjával. A szélvédő, az ajtók és a csomagtartó a Styline DeLuxe Convertible Coupe modellekkel voltak közösek, a tető, a hátsó sárvédőlemezek és a három hátsó ablak azonban egyedi volt. Az alváz és a műszaki alapok megegyeztek a Chevrolet személyautó-kínálatának több tagjával, ahogyan az autó kinézete is illett a modellkínálatba, de az alacsonyabb tető és a háromrészes hátsó ablak hosszabb és kiegyensúlyozottabb megjelenést biztosított neki. A korai Bel Airek csak a prémium DeLuxe felszereltségi csomaggal voltak elérhetők.

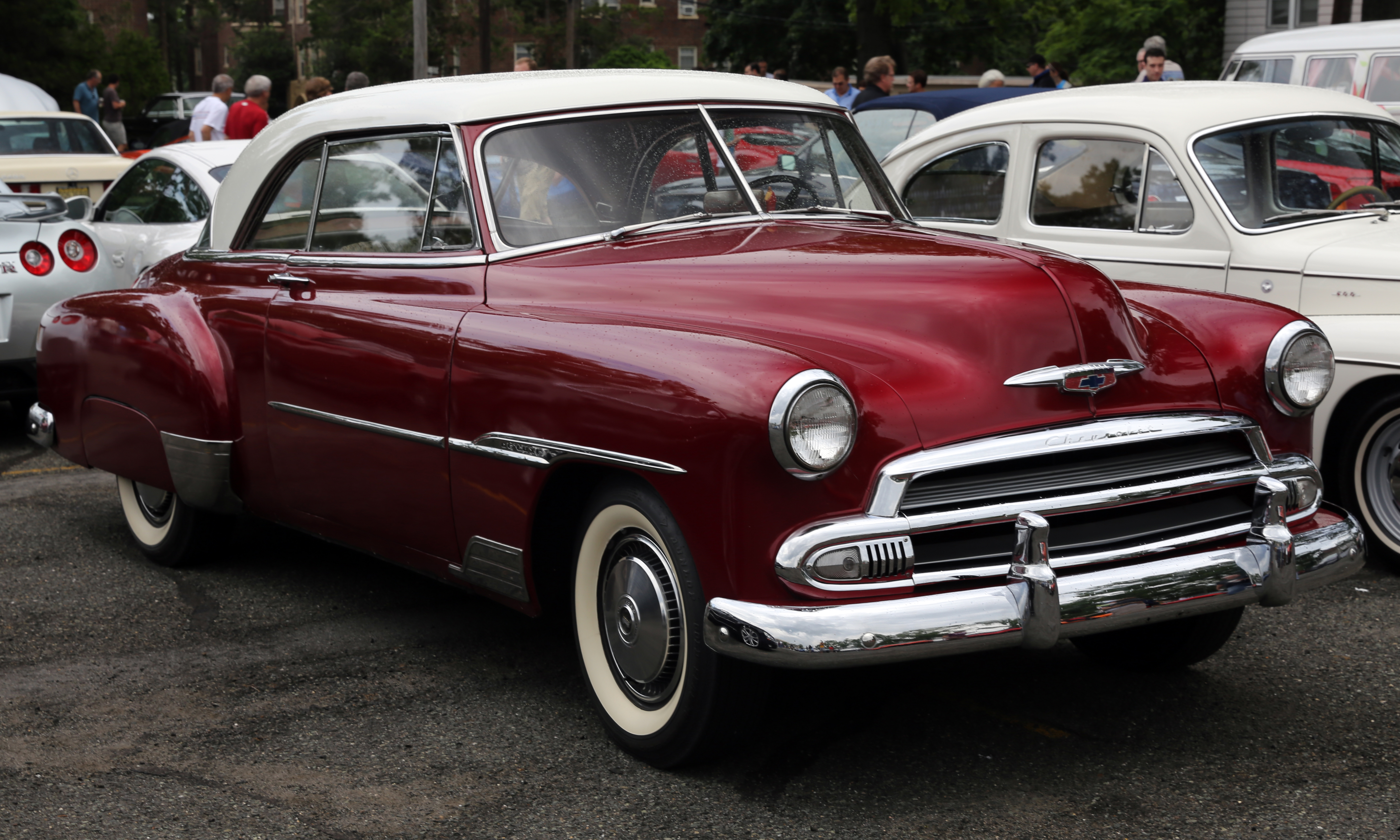
1951-es keménytetős Bel Air

Az 1951-es és 1952-es modellév között készült darabok a szokásos hűtőrács-módosításon és az egyes díszítőelem módosításain kívül a korábbinál magasabb és szögletesebb hátsó lökhárítót kaptak, csakúgy, mint a Chevrolet kínálatának többi tagja.
1953-ban a Chevrolet átnevezte modelljeit, aminek következtében a teljes prémium modellkínálat megkapta a Bel Air nevet, míg korábban ez csak a nyithatatlan keménytetős típusokra vonatkozott. Továbbá megjelent a Chevrolet 150-es és 210-es sorozat, melyek az addigi Special és DeLuxe modellek helyét vették át. A gyár a Bel Airt egy teljes mértékben megújult típusként reklámozta. Bár a karosszériaelemek, a kocsi eleje és hátulja valóban átalakult, az alváz és a műszaki felépítés nem változott az 1949-ben bemutatott modellhez képest.
Az 1953-as és 1954-es kínálat egyedi és némileg szokatlan kinézetet kapott. Ennek célja elsősorban az volt, hogy átmenetet képezzen az aktuális és a következő, 1955-ös és 1957-es modellév között gyártott Bel Air generáció között, mely a kor egyik kulturális ikonjává vált. Az olyan második világháború előtti technológiák, mint a kardáncsöves meghajtás, a szóró olajzású soros hathengeres motorok, a knee-action felfüggesztés és az osztott szélvédők végleg kifutottak az 1953-as és 1954-es modellév során, megteremtve az alapokat a modern Chevrolet személyautók számára. A Bel Air sorozat külsejére egy vastag krómsáv került, mely a hátsó sárvédők kiemelkedésétől a hátsó lökhárítóig futott. A sáv közepe az autó fényezéséhez illőre volt színezve, és a legtöbb esetben szerepelt benne a "Bel Air" felirat. Ritkább esetben egyáltalán nem került típusmegjelölés a karosszériára, mindössze egy Chevrolet logó a motorháztetőre és a csomagtartófedélre. 1953 volt az első év, amikor az osztott első szélvédők helyére egyrészes, ívelt darab került.

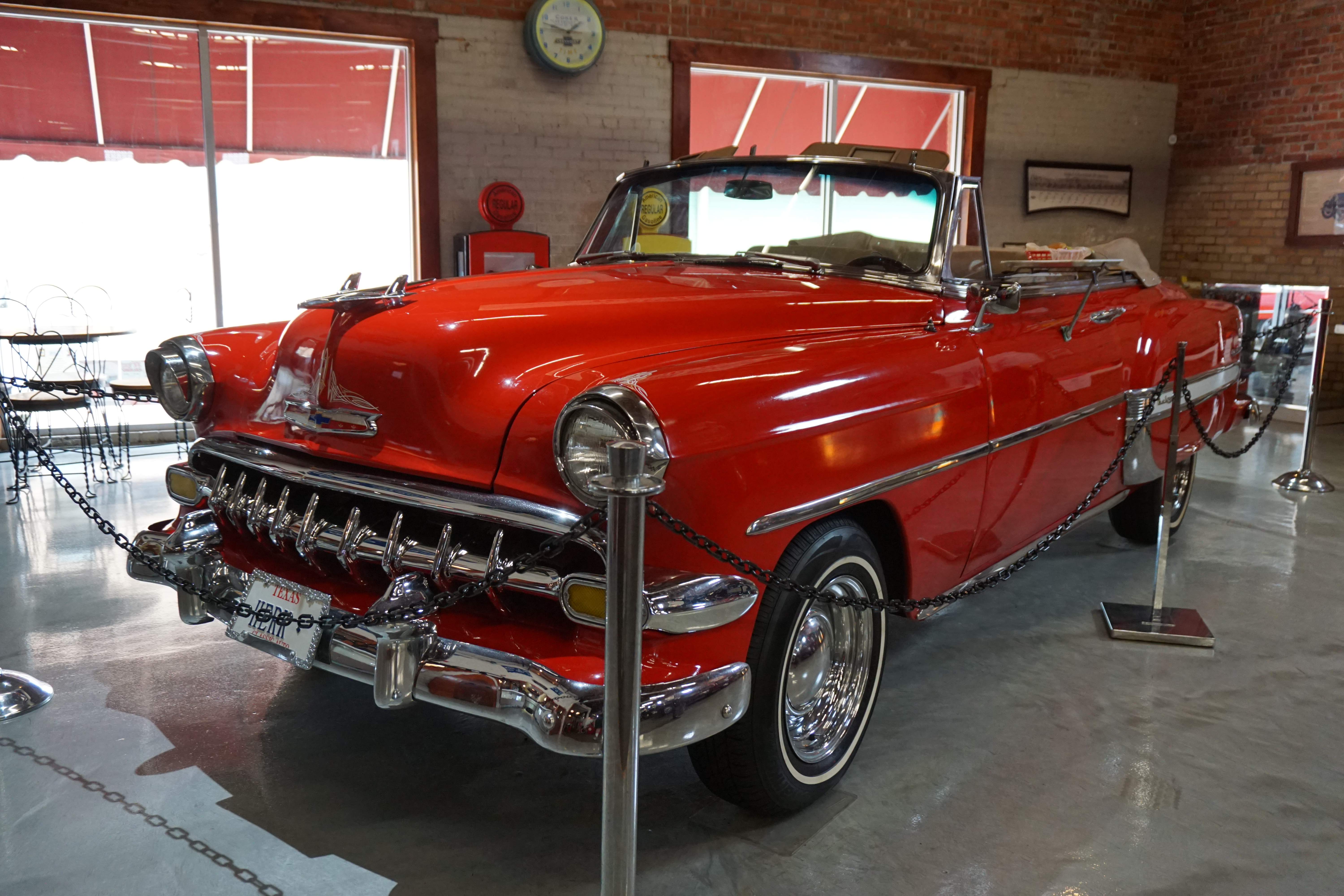
1954-es Bel Air kabrió karosszériával

A Bel Air belsőteréhez opcionálisan rendelhető volt egy vastag krómcsík a műszerfal aljára (a legtöbb modellben ez a rész krómozás helyett a karosszériával megegyező színűre volt fényezve), valamint króm kürtkarika a kormányra. A belső kárpitozás és a kerekek króm dísztárcsái az alapfelszereltség részét képezték. Az 1954-es modellévben a Bel Air külsején mindössze a hűtőrács és a hátsólámpák változtak. A motorba emellett perselyes siklócsapágyak kerültek, ez nagyobb olajnyomást eredményezett, ami a frissen bevezetett teljes átfolyású olajszűrő rendszer miatt volt fontos. 1954 előtt a 3,5 és 3,9 literes soros hathengeres motorok hajtókarjainak alján persely nélküli babbitt-fém siklócsapágyak és a kenésről gondoskodó szórókanalak voltak. Ez a rendszer állandó, 1 és 2 bar közötti olajnyomást biztosított. Ezekben az években az autó háromféle motorral volt elérhető, a megrendelt sebességváltótól függően. Mindkét 3,9 literes "Blue Flame" erőforrás OHV rendszerű volt, alumínium dugattyúkkal. A 106 lóerős (79 kW) teljesítményű változat volt az alapmotor a manuális sebességváltós típusok esetén. Ebbe merev szelepemelők és babbitt-fém hajtókarcsapágyak kerültek, a kenésről pedig egy félig szóró, félig nyomó olajozású rendszer gondoskodott. A powerglide automata sebességváltóval szerelt Bel Airekhez ugyanennek a motornak a 115 lóerős (86 kW) változata járt, hidraulikus szelepemelőkkel és nyomóolajozással.
1953 és 1954 között a Bel Air kabrió, keménytetős kupé, két- és négyajtós szedán, valamint 1954-től Beauville néven kombi karosszériával is elérhető volt. Utóbbi jellegzetessége volt, hogy faberakások díszítették az oldalablakok környékét. Az 1953-as modellévtől olyan extrák jelentek meg az autóhoz, melyek addig csak a jóval drágább luxusjárművekhez voltak elérhetők. Ilyen volt például a szervokormány, a szervofék, az automata fényváltó kapcsoló, a két irányban elektromosan állítható első ülések és az elektromos első ablakok. Az 1954-es modellévben mindegyik elkészült darabba automata sebességváltó és az ahhoz tartozó 115 lóerős motor került.

## A második generáció (1954–1957)
Az 1955-ös modellévben megújult a Chevrolet nagyautókínálatának külseje és hajtáslánca is. A Bel Air 1568 kg súlyú és 4,9 m hosszú lett, a General Motors reklámjaiban pedig a "Hot One" becenevet kapta. A kocsi külső dizájnja letisztult, egyszerűbbé vált, előre pedig egy Ferrari ihlette hűtőrács került. A Bel Air modellekbe a kisebb kategóriájú modellekből ismert felszerelések kerültek, emellett a keménytetős változatokhoz króm tetőkeret járt. A típus jellegzetességének számítottak még az első sárvédőelemeken lévő lándzsahegy alakú krómdísz, valamint a rozsdamentes acél ablakkeretek és a teljes méretű dísztárcsák. Az év későbbi részében a külső ismertetőjegyekhez hozzáadódott még egy aranyszínű "Bel Air" felirat.
Műszaki szinten a legnagyobb újítást a 4,3 literes V8-as motor, valamint a kétsebességes turboglide automata sebességváltó és a háromsebességes szinkronizált manuális sebességváltó bevezetése jelentette, opcionális overdrive fokozattal. A V8-as motor modernnek számító OHV vezérlést (hengerfej felett elhelyezett szelepek) kapott, magas sűrítési aránnyal és rövid löketű hengerkialakítással. Ez olyan jó koncepciónak bizonyult, hogy különböző lökettérfogatokkal még évtizedekig gyártásban maradt. A motor alapváltozatára kéttorkú karburátor került, és 162 lóerős (121 kW) teljesítmény leadására volt képes. Az opcionális "Power Pack" változatot négytorkú karburátorral szerelték, ami 180 lóerőre (130 kW) növelte a teljesítményt. Az év során később megjelent még egy "Super Power Pack" változat is még nagyobb sűrítési aránnyal és 15 lóerőnyi (11 kW) többletteljesítménnyel. Emellett a generátor töltését és az olajnyomást jelző műszereket lecserélték egyszerű visszajelző lámpákra, melyek a köznyelvben "idiótalámpákként" híresültek el.
A Motor Trend autós magazin a tesztelés után maximális pontszámot adott a második generációs Bel Air kezelhetőségére. A Popular Mechanics gyorsulási tesztet végzett egy V8-as motorral és powerglide automata sebességváltóval szerelt modellen, mely 12,9 másodperc alatt gyorsult 0-ról 60 mph-s sebességre. Emellett kényelmes kocsiként írta le a Bel Airt, mely jó kilátást biztosít a vezetőnek. Ugyanakkor megjegyezte azt is, hogy a kürtkarika kitakarta a sebességmérő egy részét, a hagyományos benzintől kopogott a motor, és a gyártás elején készült V8-as motorok túl sok olajat fogyasztottak.
Az autó csaknem 1,1 m-es lábteret biztosított az elöl ülőknek, a fékezésről pedig 279 mm-es dobfékek gondoskodtak. A V8-as motorral rendelt darabokhoz opcionálisan rendelhető volt légkondicionáló berendezés, mely a műszerfal két szélén lévő nyílásokon fújta be a levegőt. Az ezzel az extrával felszerelt modellekbe nagyobb teljesítményű generátor került. 1955-ben és 1956-ban még a manuális sebességváltóval rendelkező Bel Airekhez is kérhető volt légkondicionáló, de az 1957-es modellévtől az automata sebességváltó megléte az előbbi extra megrendelésének előfeltételévé vált.
Az 1956-os modellévben a Bel Air külseje némileg megújult. Az autó új, szokványosabb hűtőrácsot kapott, kielégítve azon ügyfelek kéréseit, akiknek nem tetszett a Ferrari által inspirált maszk. Emellett a kéttónusú fényezésről és a kikerekített hátsó kerékívekről is könnyen felismerhetők voltak a modellfrissítés utáni darabok. A hátsólámpák egyrészessé váltak, magukba foglalva a helyzetjelző lámpákat, a féklámpákat és a tolatólámpákat. Emellett az üzemanyag-betöltő nyílás a bal hátsó lámpa mögé került, ami a Cadillaceken volt elterjedt megoldás. Hetedik karosszériafajtaként megjelent a Sport Sedan változat, B-oszlop nélküli keménytetővel. Ez a típus számos elismerést kapott kinézete miatt, főleg lehúzott ablakok mellett, valamint azért, mert könnyű beszállást biztosított a hátsó ülésre. Ebből a változatból 103 ezer darab készült, míg a kétajtós keménytetősből 128 ezer. Az árlista csúcsán a Nomad kombi állt 2608 dolláros árával. Erről időközben lekerült az egyedi faberakásos díszítés, és a belsőtere is a többi Bel Airhez hasonlóvá vált. Mindössze 7886 darab készült belőle. A legolcsóbb változat a 2025 dolláros kétajtós szedán volt.
Ekkoriban biztonsági öv, vállheveder és párnázott műszerfal is kérhető volt a kocsihoz, és a Corvette 225 lóerős motorja is megrendelhető volt hozzá. Az 1956-os prospektusok szerint a kabriókhoz extraként elérhető volt egy esőérzékelős automata tető, mely az 1951-es LeSabre prototípuson jelent meg először, de úgy tudni, ezt egyetlen Bel Airhez sem rendelték meg. A Popular Mechanics statisztikái szerint biztonsági övet is csak a vásárlók 7,4%-a kért az autójához.
Az 1957-es modellévben megjelent egy "Super Turbo Fire V8" 4,6 literes erőforrás a motorválasztékban, mely zárt hurkú mechanikus üzemanyag.befecskendező rendszerének köszönhetően 283 lóerős (211 kW) teljesítményre volt képes. Ezek a darabok nagyon ritkának számítanak, mivel a legtöbb fennmaradt második generációs Bel Air karburátoros motorral rendelkezik. Az 1957-es Bel Air az amerikai autógyártás valaha volt egyik legikonikusabb autójává nőtte ki magát az évek során, köszönhetően a tágasságának, ízléses visszafogottságának, valamint jellegzetes fecskefarkainak és krómdíszeinek. A gyűjtők főként a sportkupé és kabrió karosszériás változatokat keresik. A Turboglide sebességváltó szintén megújult, folyamatosan változó áttételt kínálva, ami észrevehetetlenül simává tette a "váltásokat". A váltó fokozatai P-R-N-D-Gr sorrendben követték egymást.
1955 és 1957 között a kétajtós kombi Chevrolet Nomad a Bel Air kínálat része lett. A Nomad név először egy Corvette-alapú prototípussal kapcsolatban merült fel, 1954-ben. A Chevrolet később bemutatott még két Nomad prototípus, a legutóbbit 1999-ben, de mindmáig nem hozták vissza a modellnevet.
Az 1955-ös és 1957-es modellév között jobbkormányos darabok is készültek, melyeknek az alkatrészeit Oshawában, Kanadában gyártották, majd onnan Ausztráliába, Új-Zélandra és Dél-Afrikába küldték őket, ahol helyi üzemekben összeszerelték őket. Mindegyik jobbkormányos autóba az 1955-ös balkormányos Bel Air tükörszimmetrikus műszerfala került, és ezek az autók nem kapták meg az 1957-es külső modellfrissítést.

### Képgaléria

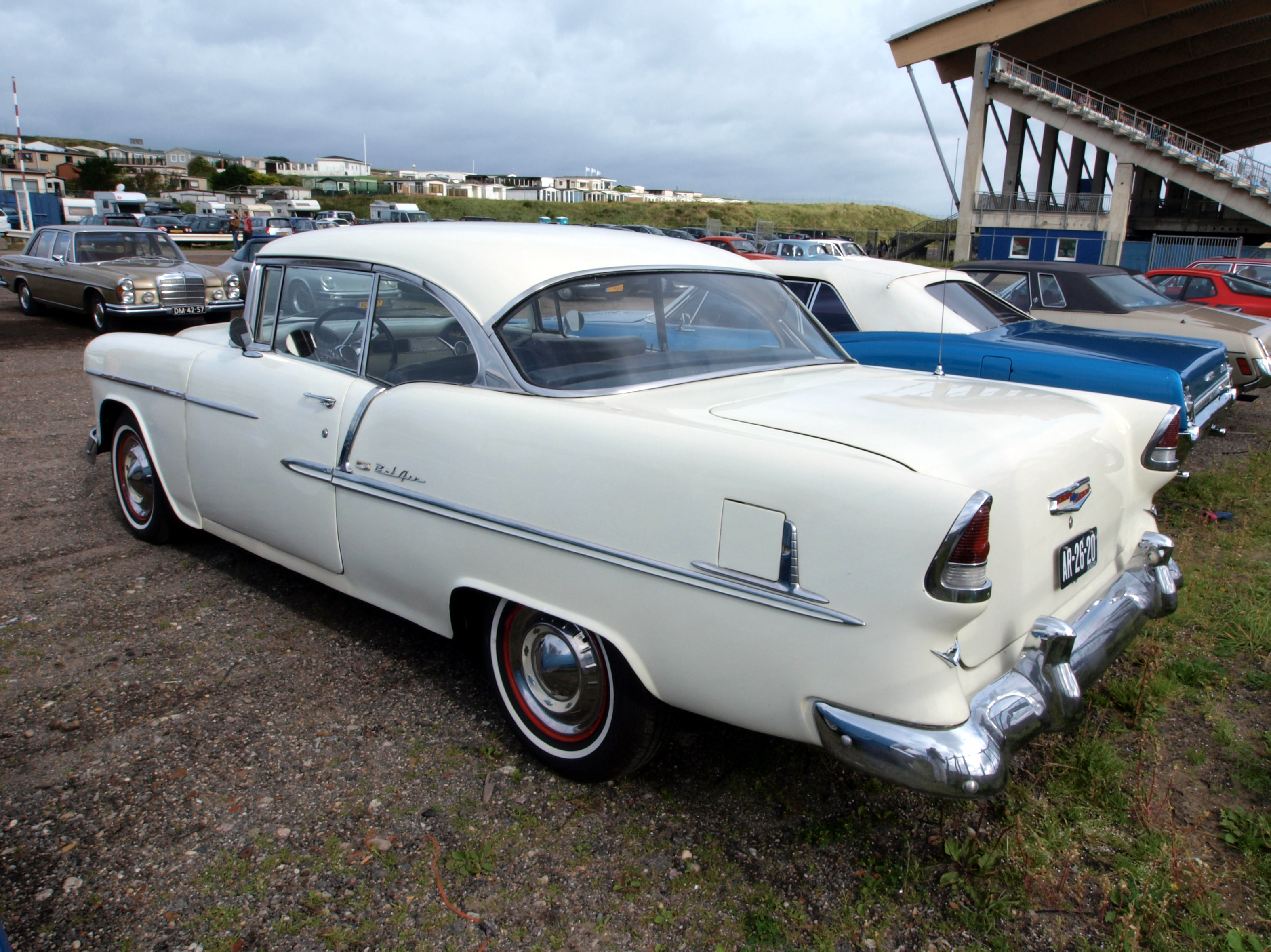
1955-ös kétajtós keménytetős
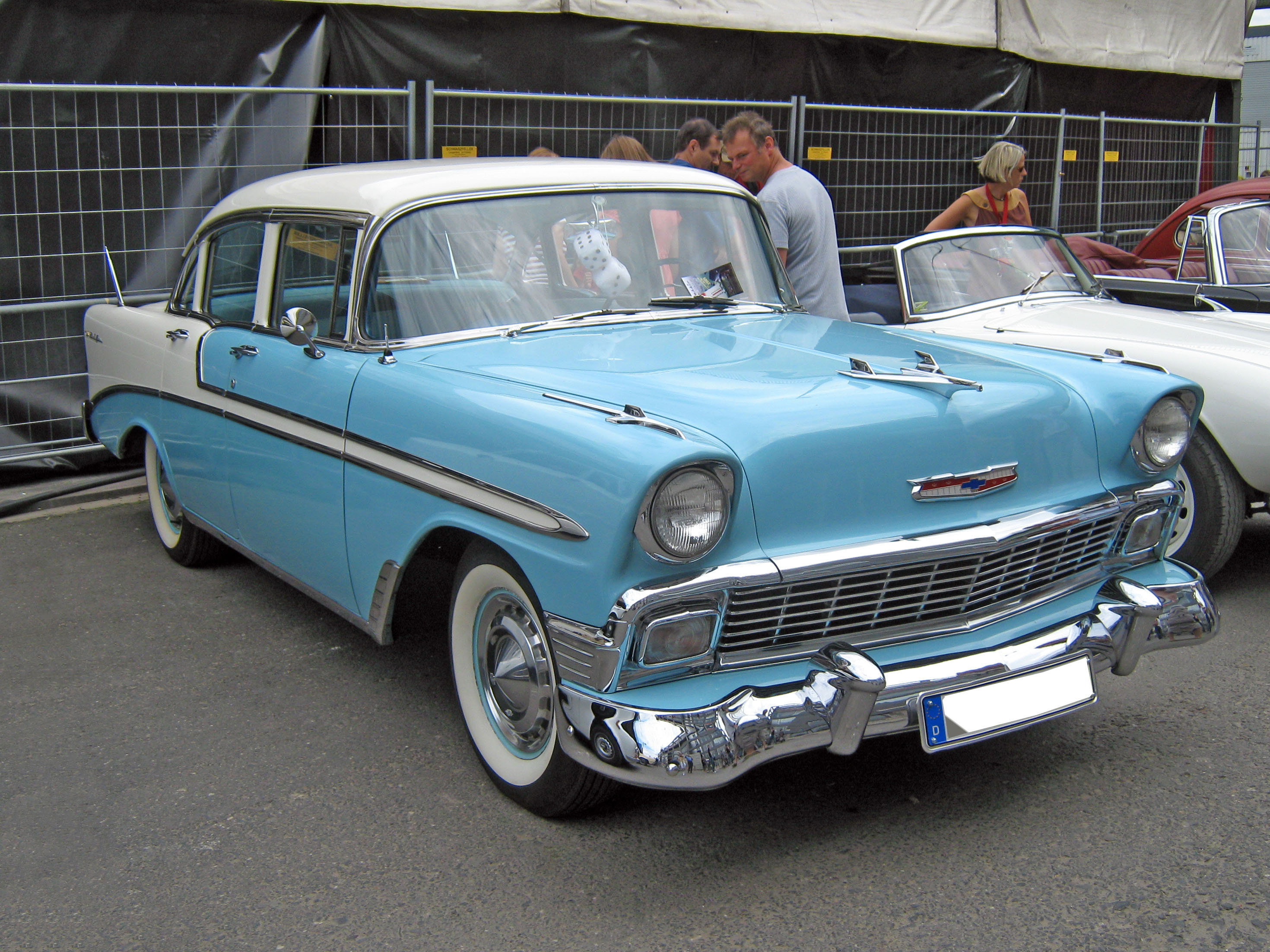
1956-os négyajtós szedán
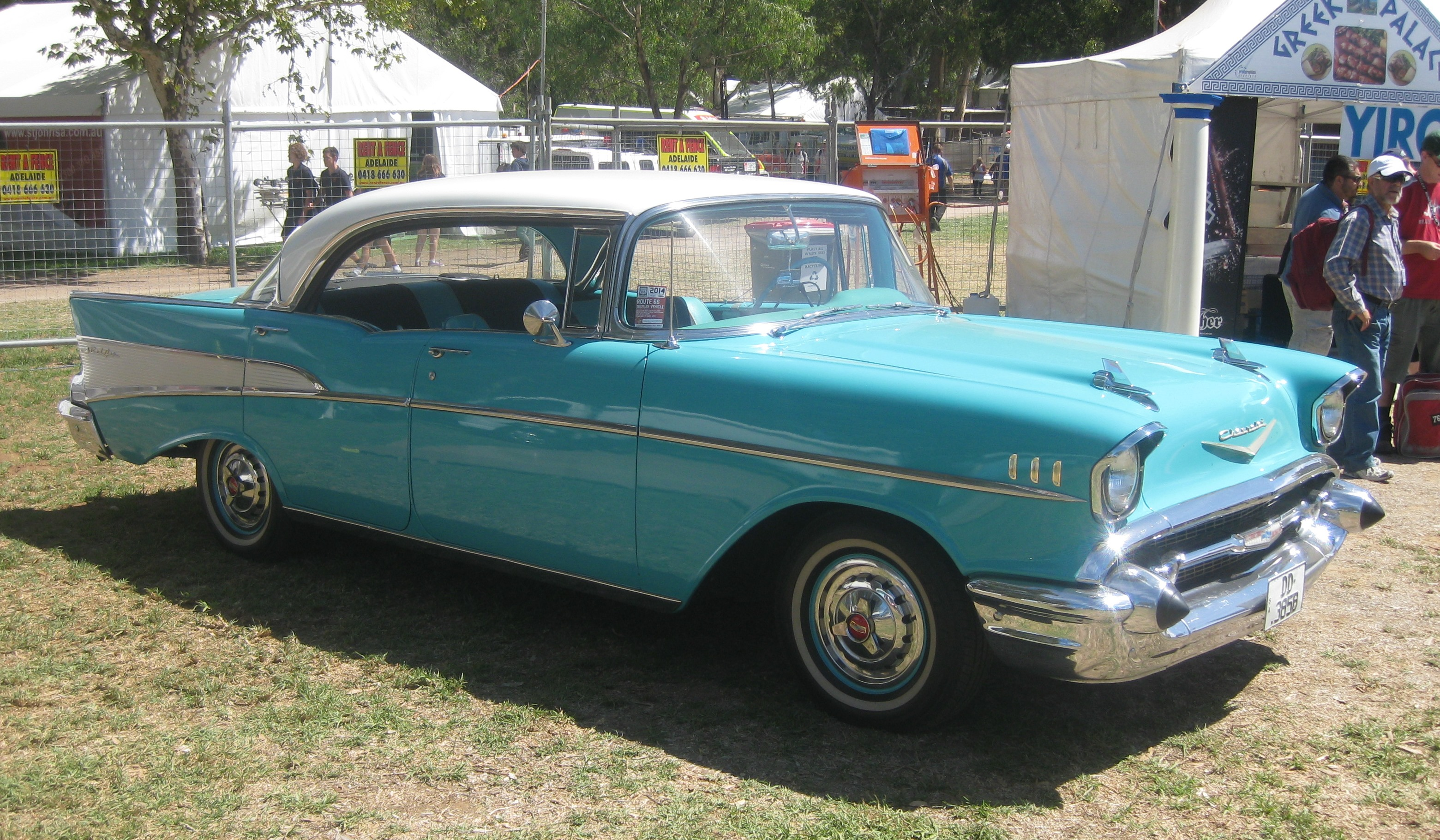
1957-es sportszedán
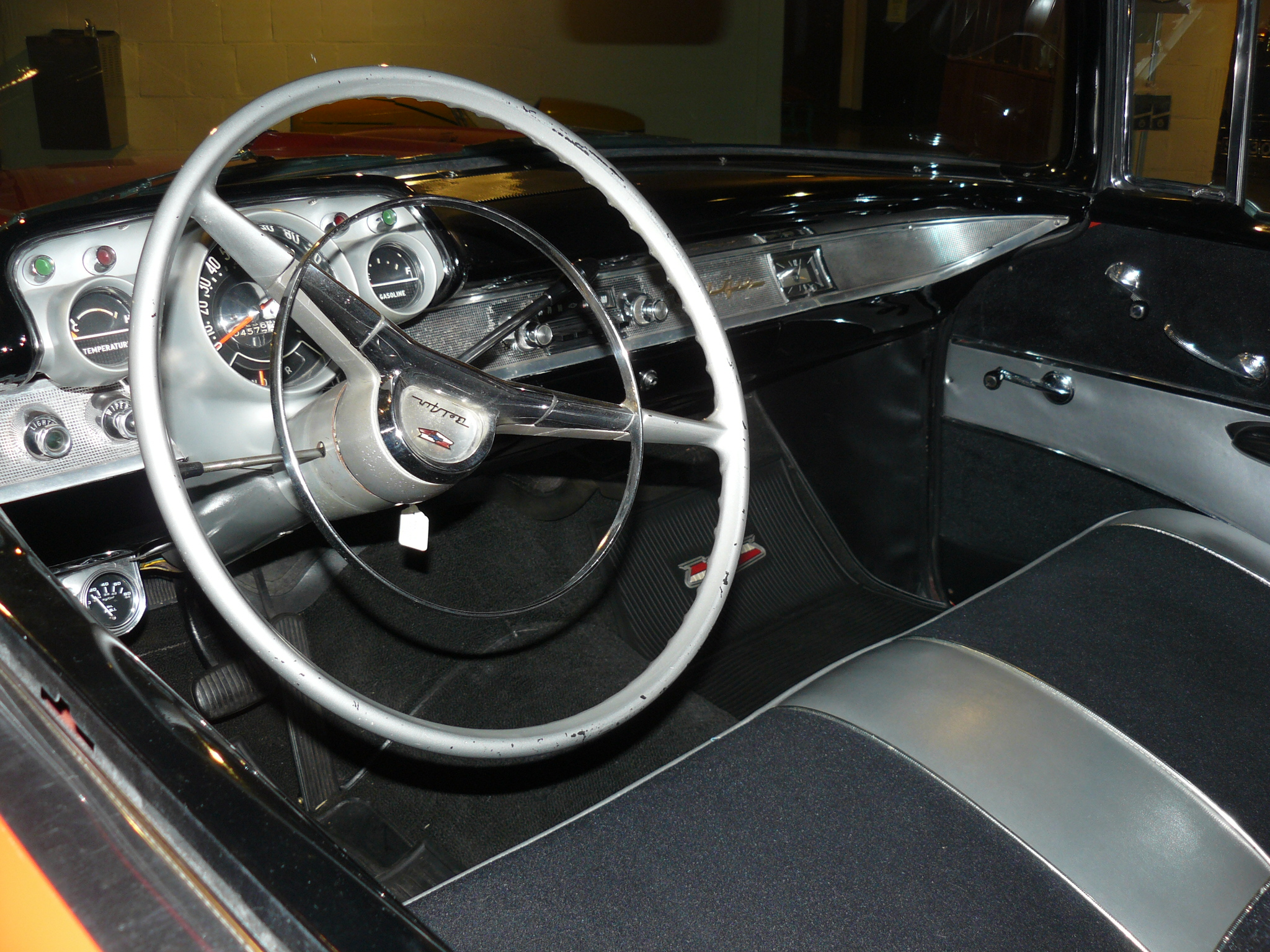
Egy 1957-es Bel Air belsőtere
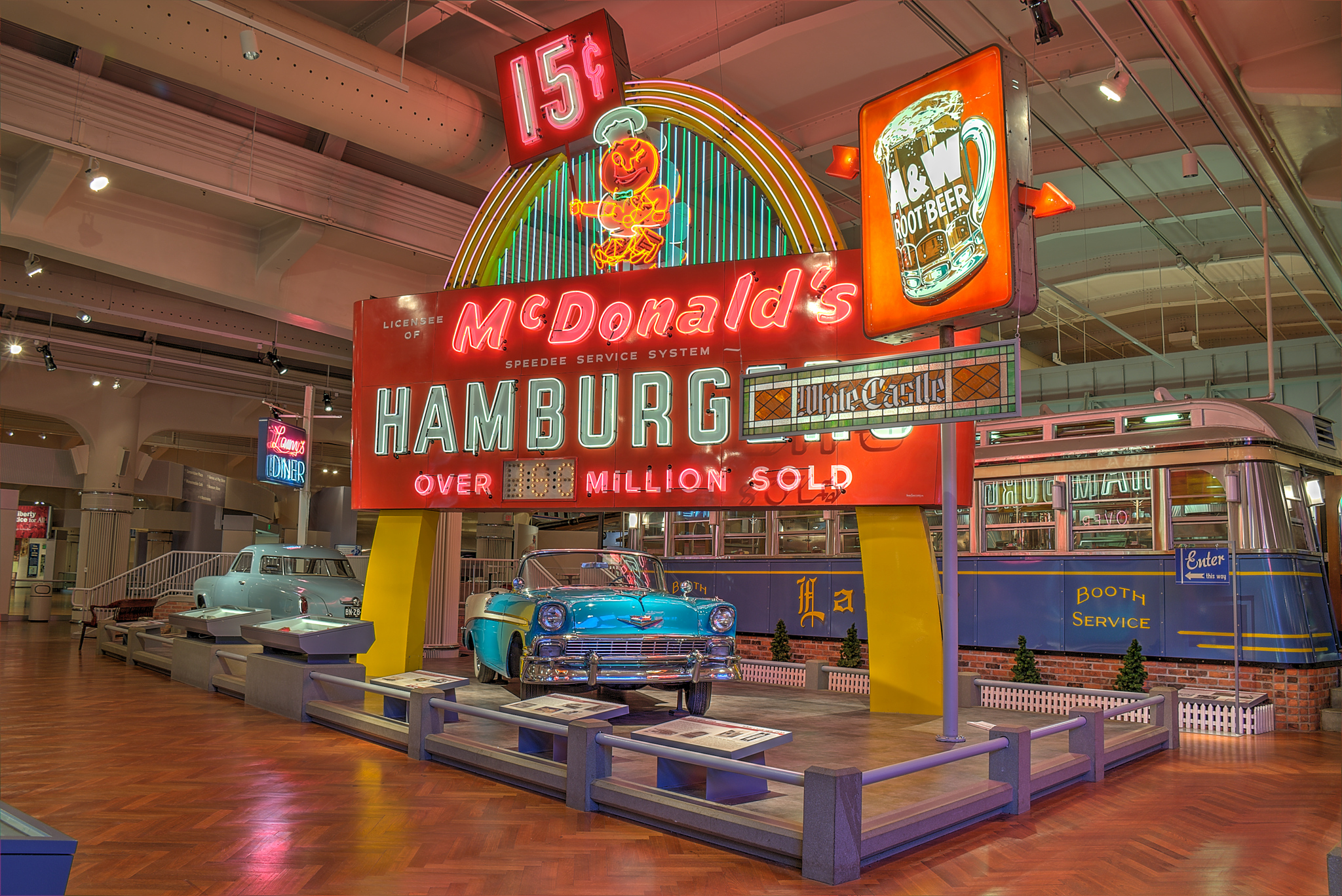
Egy Chevrolet Bel Air a detroiti The Henry Hord Museumban

## A harmadik generáció (1957–1958)
A Bel Air harmadik generációja 1957-ben, az 1958-as modellévben mutatkozott be. Hosszabb, alacsonyabb és nehezebb lett, mint elődje, és megrendelhető volt hozzá egy 5,7 V8-as motor, mely az első Chevrolet által gyártott nagyblokkos V8-as volt. Ugyanebben az évben megjelent a Bel Airen alapuló Imapala, ami a kategória csúcsát jelentette a márkánál, és az első évben csak keménytetős kupé és kabrió karosszériával volt elérhető. Az Impala vonalai többnyire követték a Chevrolet többi modellje által képviselt dizájnt, de könnyen felismerhető volt egyedi tetővonaláról, a hátsó ablak fölötti szellőzőről, az egyedi oldaldíszeiről és három-három hátsó lámpájáról. A Bel Airhez kapcsolódó olcsóbb modellek is megújultak, a Chevrolet 210 helyét a Chevrolet Biscayne, a Chevrolet 150 helyét pedig a Delray vette át.
A Chevrolet külső formaterve nagyobb sikert aratott ebben az évben, mint a General Motors többi márkája, melynek egyik oka az volt, hogy a gyár kevesebb krómdíszt alkalmazott, mint a Pontiac, az Oldsmobile, a Cadillac vagy a Buick. Az autó elejét egy széles hűtőrács és kör alakú ikerfényszórók határozták meg. A Chevrolet ezen dizájnját "Baby Cadillacként" is emlegették. A kocsi hátuljára jellegzetes bemélyedések kerültek, ahol dupla hátsó lámpák kaptak helyet. Bár az év gyenge volt a világgazdaság szempontjából, a vásárlók a Chevrolet-t a legkelendőbb márkává tették, megelőzve a korábbi listavezető Fordot. A Bel Air változatos karosszériakínálatából és bőséges extralistájából adódó népszerűsége nagyban hozzájárult ehhez a sikerhez. A Nomad kombi szintén megújult az 1958-as modellévre: négyajtóssá vált, gazdagabb felszereltséget kapott, de elvesztette az 1955-ös és 1957-es modellév közötti Nomadok külső jellegzetességeit. A műszerfal szintén megújult.

### Biztonság
A Chevrolet többi nagyautójához hasonlóan 1958-ban a Bel Air új alvázat kapott, mely a "Safety-Grider" fantázianevet viselte, és hasonló volt a Cadillac által 1957 óta alkalmazott alvázakhoz. A két hosszanti főtartó szekrényes kialakítású volt, a motor alatt futott egy szintén szekrényes kialakítású kereszttartó, hátul pedig egy C szelvényű kereszttartó fogta össze a fődarabokat. Később ezt a kialakítást sok kritika érte, mivel oldalirányú ütközés esetén nem nyújtott kellő védelmet, de a márka egészen 1965-ig megőrizte ezt az alvázszerkezetet.

### Képgaléria

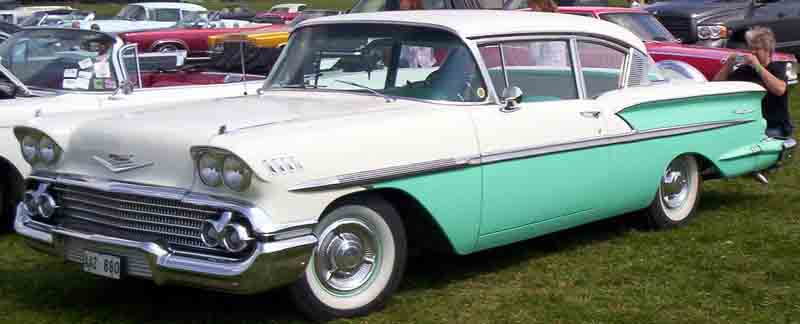
Kétajtós keménytetős változat
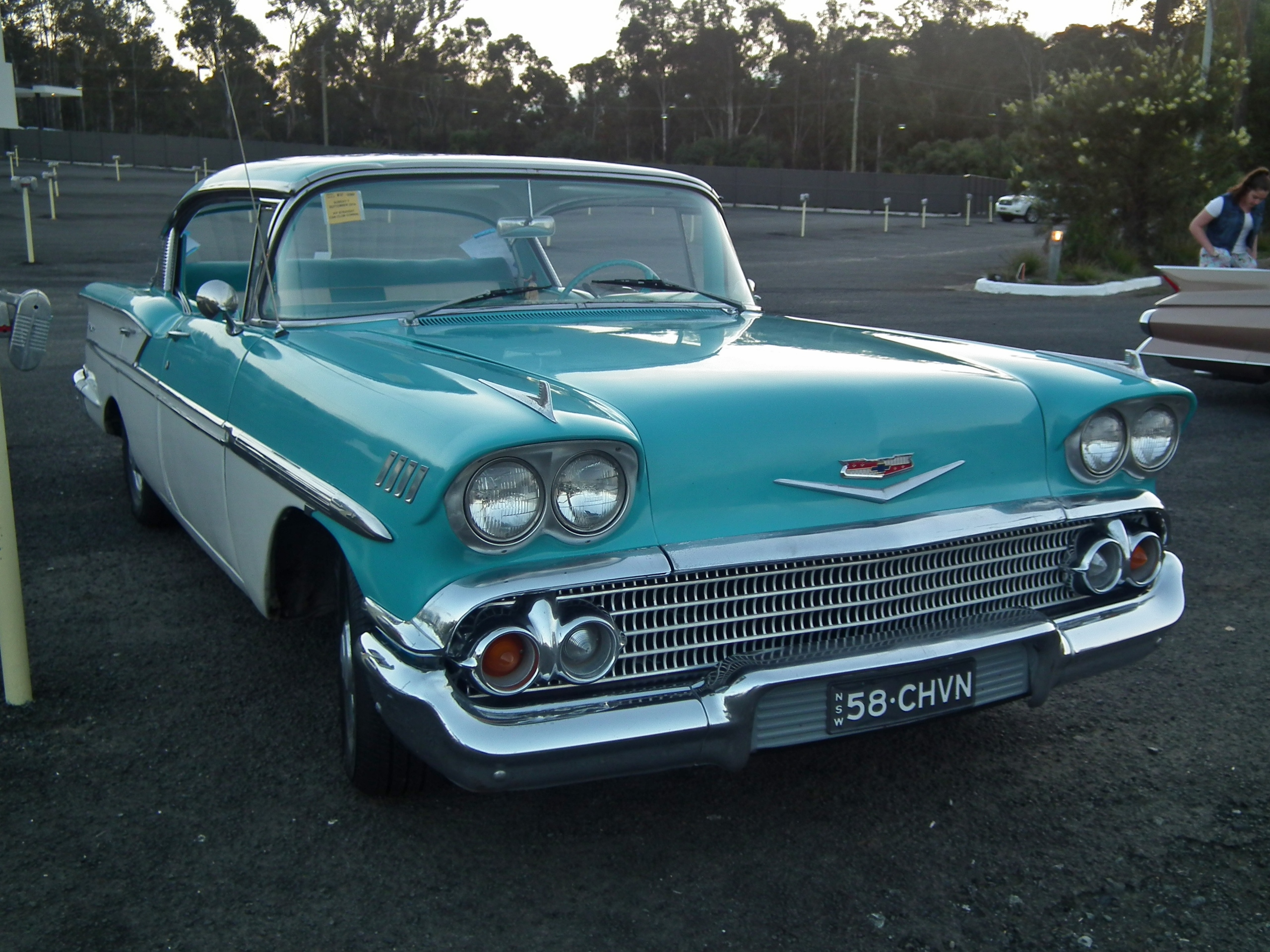
Négyajtós szedán
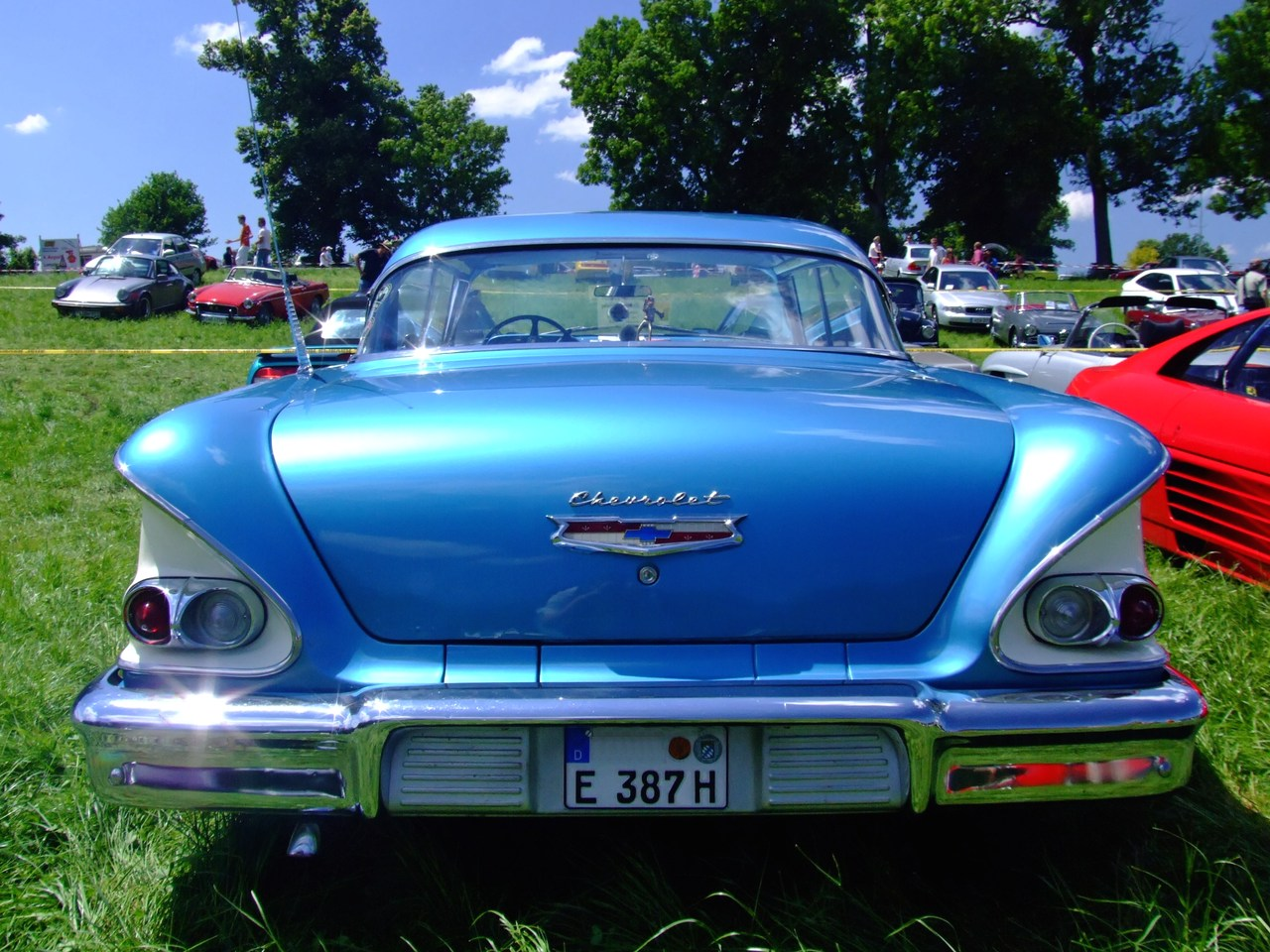
A megújult hátsó rész
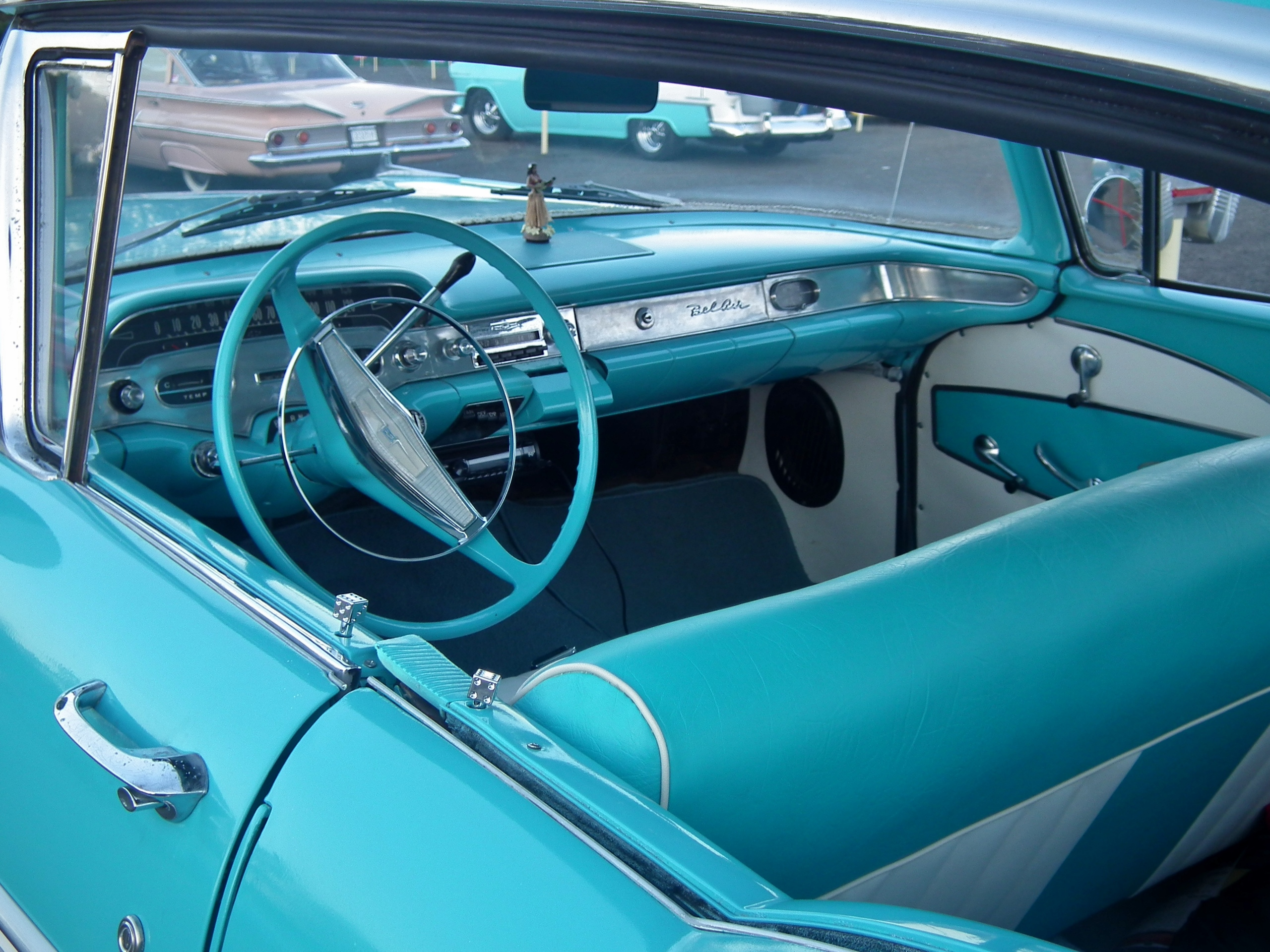
Egy 1958-as Bel Air belsőtere

## A negyedik generáció (1958–1960)
A Chevrolet mindössze egy évig gyártotta a Bel Air harmadik generációját, majd az 1959-ben előállt egy teljesen újratervezett változattal. A fényszórók a törvény által engedélyezett legalacsonyabb pozícióba kerültek, hátulra pedig nyújtott, csepp alakú lámpák kerültek, a kocsi karosszériájának többi része is megújult, így összetéveszthetetlenné vált a többi gyártó által készített autókkal. A legszembetűnőbb változtatást a karosszéria hátulján lévő lapos, szárnyszerű uszonyok jelentették. A kocsi tengelytávja 3023 mm, a hossza pedig 5357 mm volt, amivel túlnőtt a szintén hosszúnak számító harmadik generáción is. Ezzel az új Bel Air a Chevrolet alacsonyabb árú modelljei között a leghosszabb lett úgy, hogy két évvel korábban még a legrövidebb járműnek számított ebben a kategóriában. Emellett a karosszéria 76 mm-rel volt szélesebb, mint az 1958-as modellévben bemutatott elődé, és az ajtók szélességét is csökkentették, így a bent ülőknek 130 mm-rel szélesebb hely állt a rendelkezésére. A Bel Air továbbra is a General Motors B platformjának alapjaira épült, de új alvázkeretet kapott, amit az alakja miatt "X frame"-nek neveztek el, és nem voltak klasszikus értelemben vett hosszanti főelemei.
A kombik kínálatában megjelent a Parkwood és a Kingswood, melyek hat-, illetve kilencszemélyes utastérrel rendelkeztek. A kombik felszereltsége továbbra is némiképp eltért a többi változatétól, de modellszámuk megegyezett a Bel Air sorozat többi tagjáéval. A motorok nem sokban változtak, opcióként megjelent az üzemanyag-befecskendező, néhány különleges vezérműtengely, valamint alacsonyabb sűrítési arány. A legerősebb változat 315 lóerős volt. A beltérben a rendelhető extrák sorához hozzáadódott még egy behúzott kézifékre figyelmeztető lámpa. A Bel Air ezen generációjából 447 100 darab készült, amit a kínálat új csúcsának számító Impala 20 ezerrel túlszárnyalt.
Az 1960-as modellévben a kocsi külseje visszafogottabbá vált, a méretes légbeömlők eltűntek a fényszórók fölül, és a hűtőrács is egyszerűbb lett. Hátul a "macskaszemnek" becézett lámpákat oldalanként két-két kör alakú darab váltotta fel. A motorkínálat változatlan maradt, de az üzemanyag-befecskendezés kikerült a rendelhető opciók közül, és az 5,7 literes V8-as egység legnagyobb teljesítménye 335 lóerőre nőtt 5800-as fordulatszámon. Ehhez három darab kéttorkú karburátorra, egy különleges vezérműtengelyre és 11,25:1 sűrítési arányra volt szükség, melyek mind egy csomagban megrendelhetők voltak.
A Bel Air kínálatának új tagjaként megjelent a Sport Coupe, mely az Impala kétajtós keménytetős karosszériáját kapta, de nélkülözte annak luxusfelszereléseit. A Sport Sedan fő jellegzetessége továbbra is a tető hátsó részének túlnyúlása és a karosszéria vonalát egészen az autó oldaláig követő íves hátsó ablak volt. A Bel Aireknek (és Biscayne-eknek) oldalanként két-két hátsó lámpájuk volt, míg az Impaláknak három-három. Ez a tendencia az 1975-ös modellévig szinte végig fennmaradt.

### Képgaléria

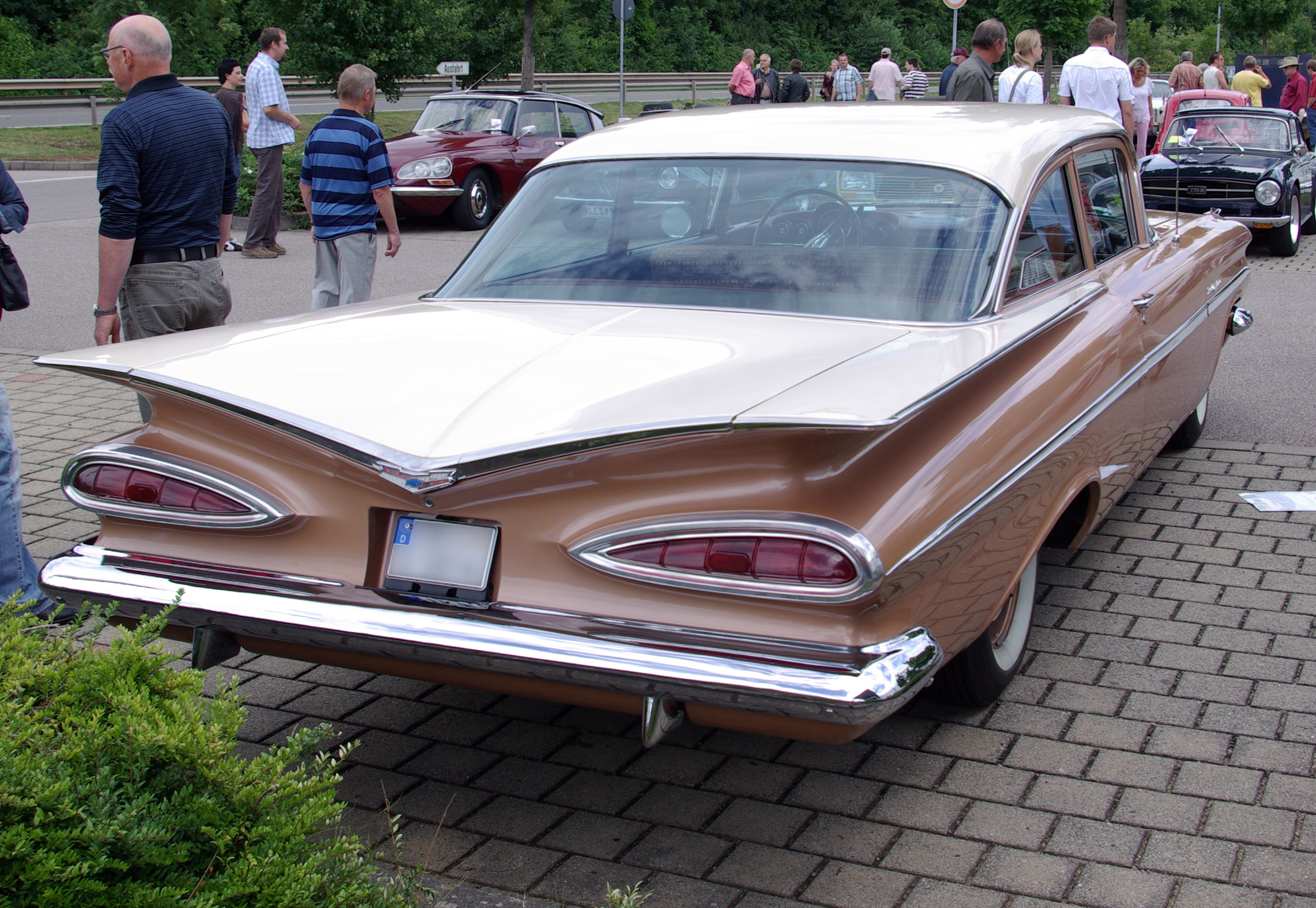
Egy 1959-es modell hátulja
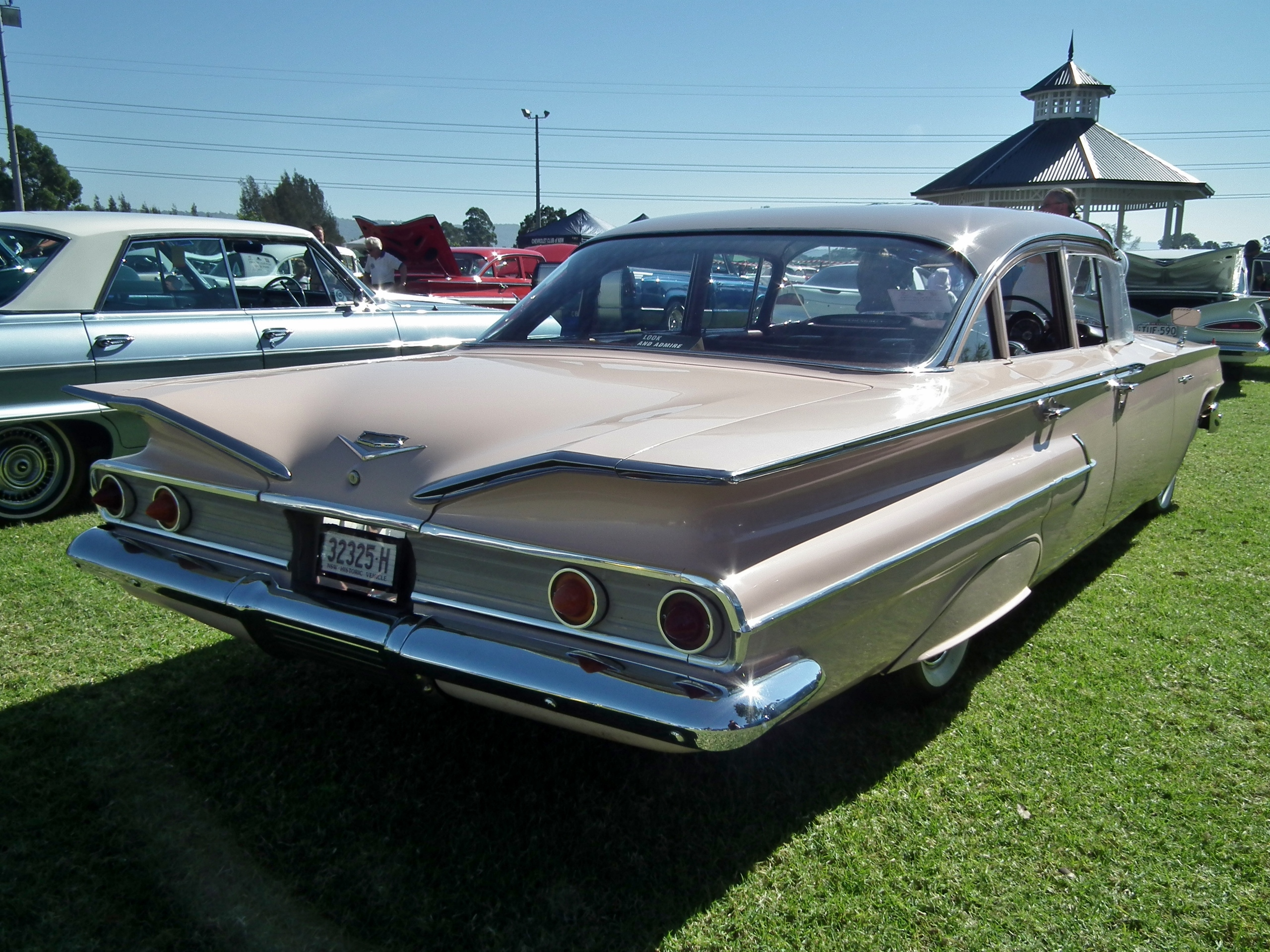
A visszafogottabb 1960-as hátsó rész
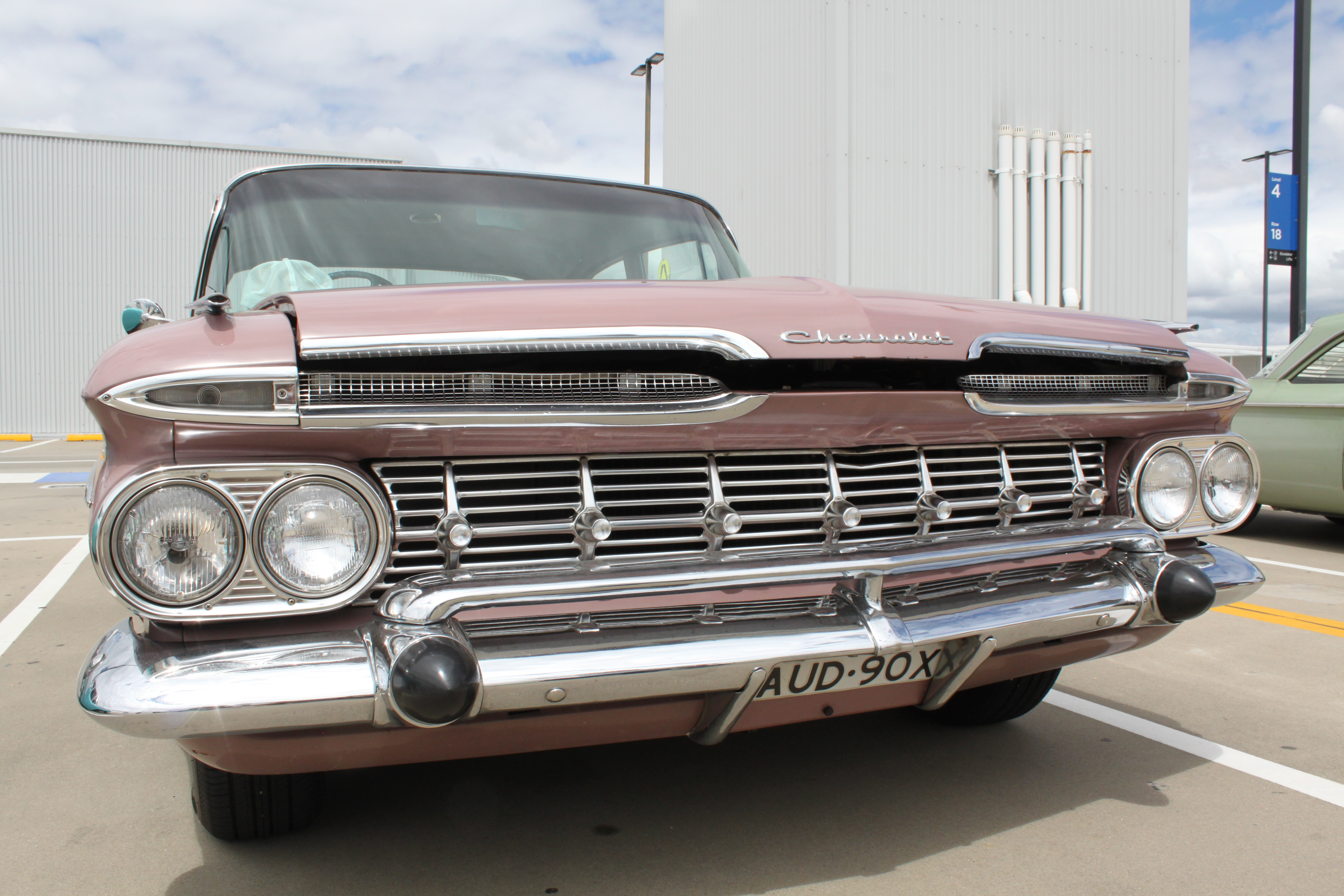
Egy 1959-es modell eleje
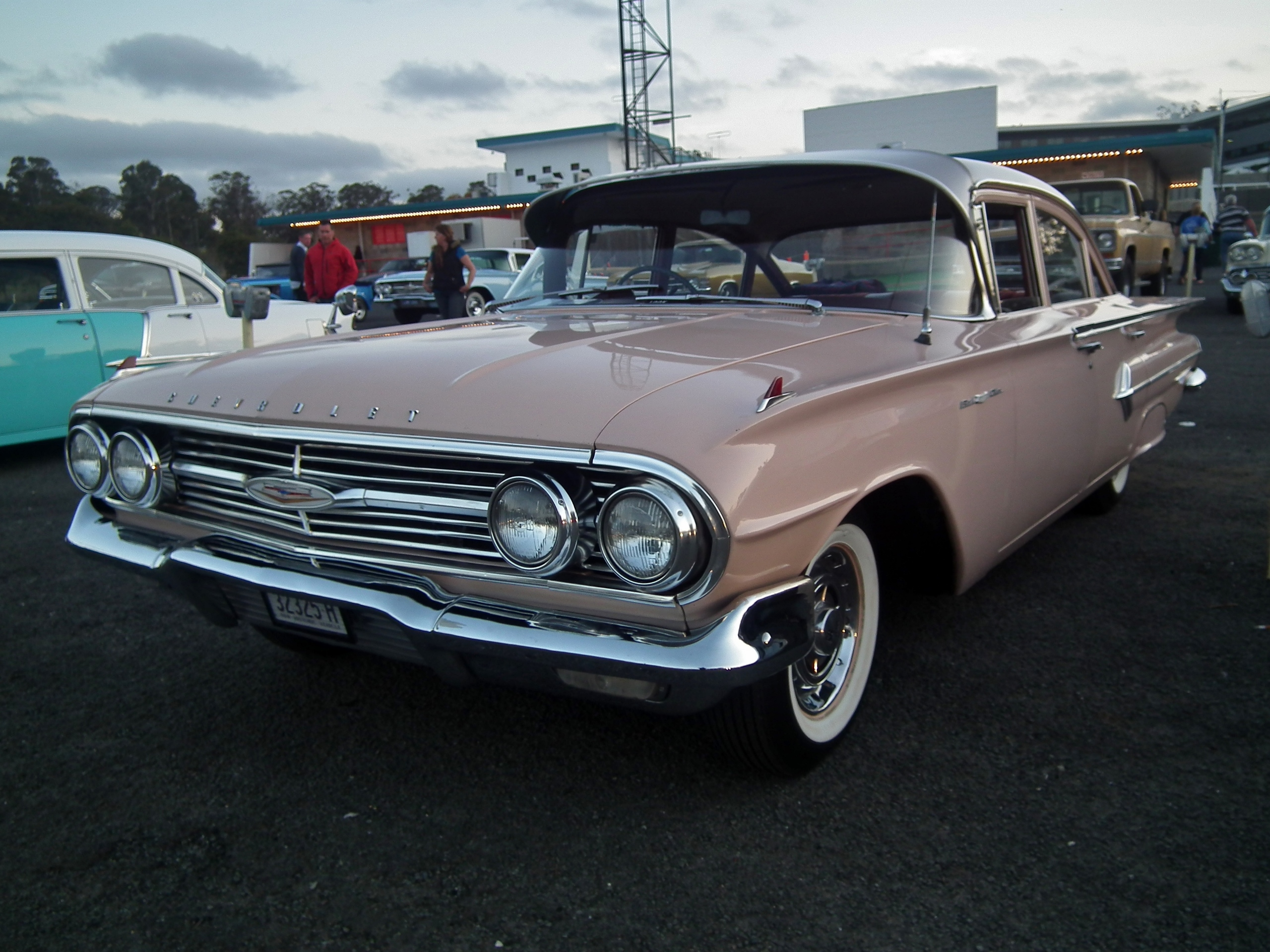
Egy 1960-as modell eleje

## Az ötödik generáció (1960–1964)
1960-ban, az 1961-es modellévben bemutatták a Bel Air ötödik generációját, melynek a teljes karosszériája megújult, nem csak a külső lemezek. Tengelytávja az elődjéhez hasonlóan 2023 mm maradt, de a hosszúsága 5316 mm-re csökkent. Az első évben a motorkínálat változatlan maradt, a választék belépő szintű erőforrásai a 135 lóerős (101 kW) 3,9 literes soros hathengeres és a 170 lóerős (130 kW) 4,6 literes V8-as voltak. Utóbbi 110 dollárral többe került, mint a hathengeres, és 2,3 kg-mal könnyebb volt. A kétajtós szedán jellegzetessége a szögletesebb kialakítású tető volt, és a karosszéria vonalát követő hátsó ablak került bele, ellentétben a kétajtós keménytetős változattal. A negyajtós szedán szintén más vonalvezetésű tetőt kapott, mint a négyajtós keménytetős.
Az 1962-es modellévre az ajtókon kívül a karosszéria összes külső lemeze megújult. A karosszéria hossza 5323 mm-re nőtt, a négyajtós Sport Hardtop keménytetős karosszériaváltozat pedig kikerült a kínálatból. A motorválasztékban megmaradtak az egy évvel korábbi erőforrások, de megjelent egy új 5,4 literes, 300 lóerős (220 kW) V8-as, valamint egy akkoriban szokatlanul nagynak számító 6,7 literes V8-as egység, melynek alapváltozata 380 lóerős (280 kW), a két négytorkú karburátorral szerelt változata pedig 409 lóerős (305 kW) volt. Ebben a modellévben minden kombi változat négyajtós volt, és lekerültek róluk a kimondottan a kombikra jellemző egyedi ismertetőjegyek. A teljes kárpitozás több év után először ismét az alapfelszereltség része lett. Ez volt az utolsó éve a Sport Coupe változat amerikai gyártásának, amely az 1961-es keménytetős kupé tetővonalát örökölte.
1963-ban a Bel Air több jelentős változáson is átesett. A karosszéria ismét hosszabbá vált, 5344 mm-esre nőve. A motorkínálat alján a 3,9 literes soros hathengeres egységet leváltotta egy modernebb kialakítású, 3,8 literes soros hathengeres motor, mely 140 lóerős teljesítmény leadására volt képes, és az egy évvel korábban bemutatott Chevrolet Nova motorján alapult. Az alap V8-as továbbra is a 4,6 literes volt, de különféle módosításokon esett át, így teljesítménye 195 lóerőre (145 kW) nőtt. A 6,7 literes óriásmotor 340, 400, illetve 425 lóerős változatokban volt elérhető, míg a kisblokkos 5,4 literesnek továbbra is 250 és 300 lóerős változatai voltak. A Bel Air továbbra is a kínálat közepén helyezkedett el, az Impala mögött, és két-, valamint négyajtós szedán és hat-, illetve kilencszemélyes kombi karosszériával volt kapható.
Az 1964-es modellév a karosszéria néhány menetrendszerű átalakításán kívül nagyon kevés változtatást hozott. A szedánok 5331 mm, a kombik 5329 mm hosszúak voltak. A motorkínálat teljes mértékben változatlan maradt. A Bel Air ebben az évben mindössze 100 dollárral volt drágább, mint a Biscayne, és csak a krómozott övvonal, valamint a belsőtér néhány eltérése különböztette meg az alacsonyabb árazású modelltől.
Ebből a generációból is készültek jobbkormányos változatok, melyeket Ausztráliában szereltek össze, Kanadából érkező alkatrészekből. Ezeknek az autóknak egy része a Chevrolet műszerfala helyett az 1961-es Pontiacok tükrözött műszerfalát kapták. Érdekesség még, hogy néhány ausztrál piacra szánt Bel Air az Impalához hasonlóan oldalanként három-három hátsó lámpával rendelkezett, melyek közül a középső egy borostyánsárga irányjelző volt, megfelelve az Ausztráliában érvényes közlekedési szabályoknak.

### Képgaléria

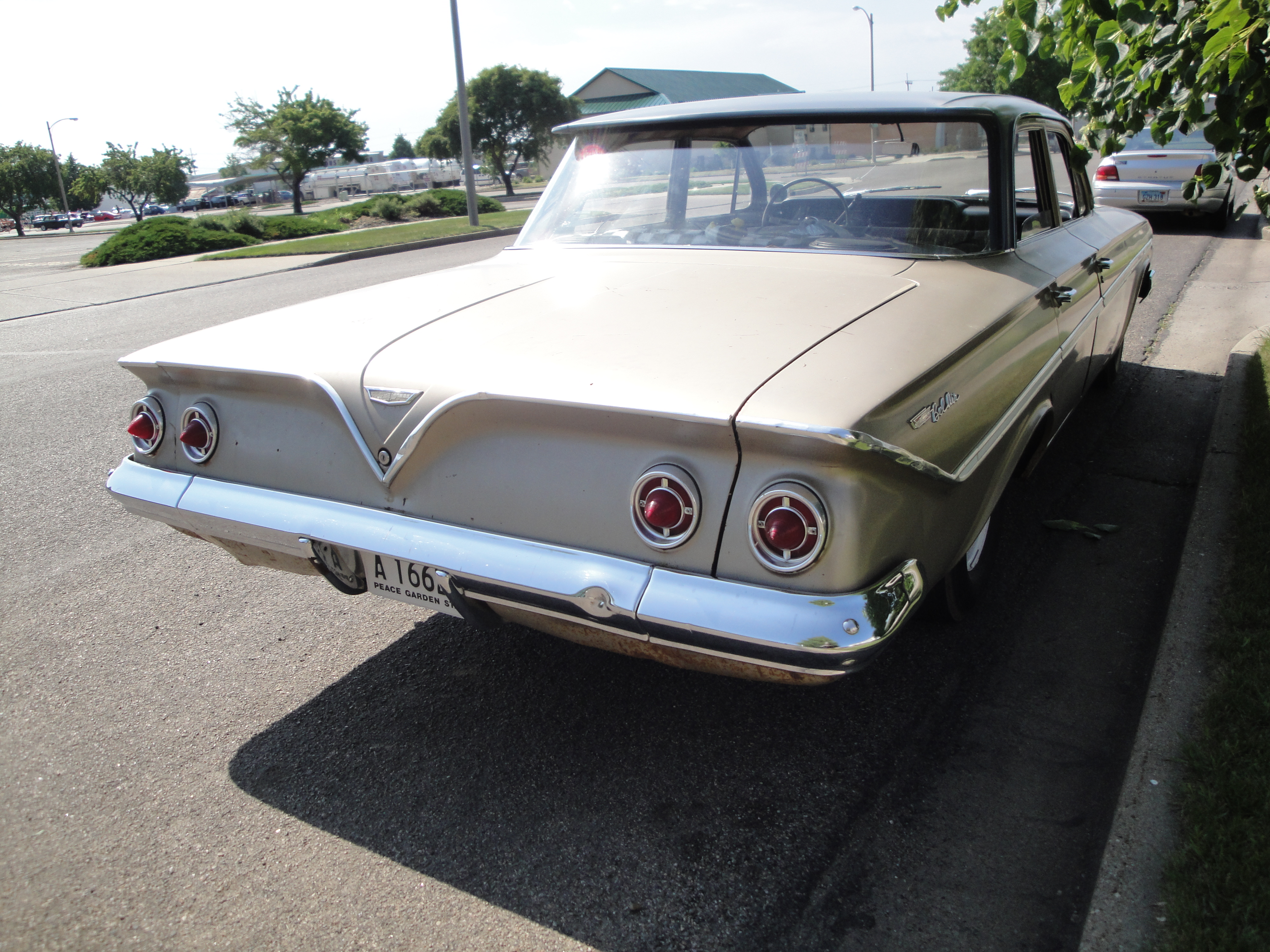
Egy 1961-es modell hátulja
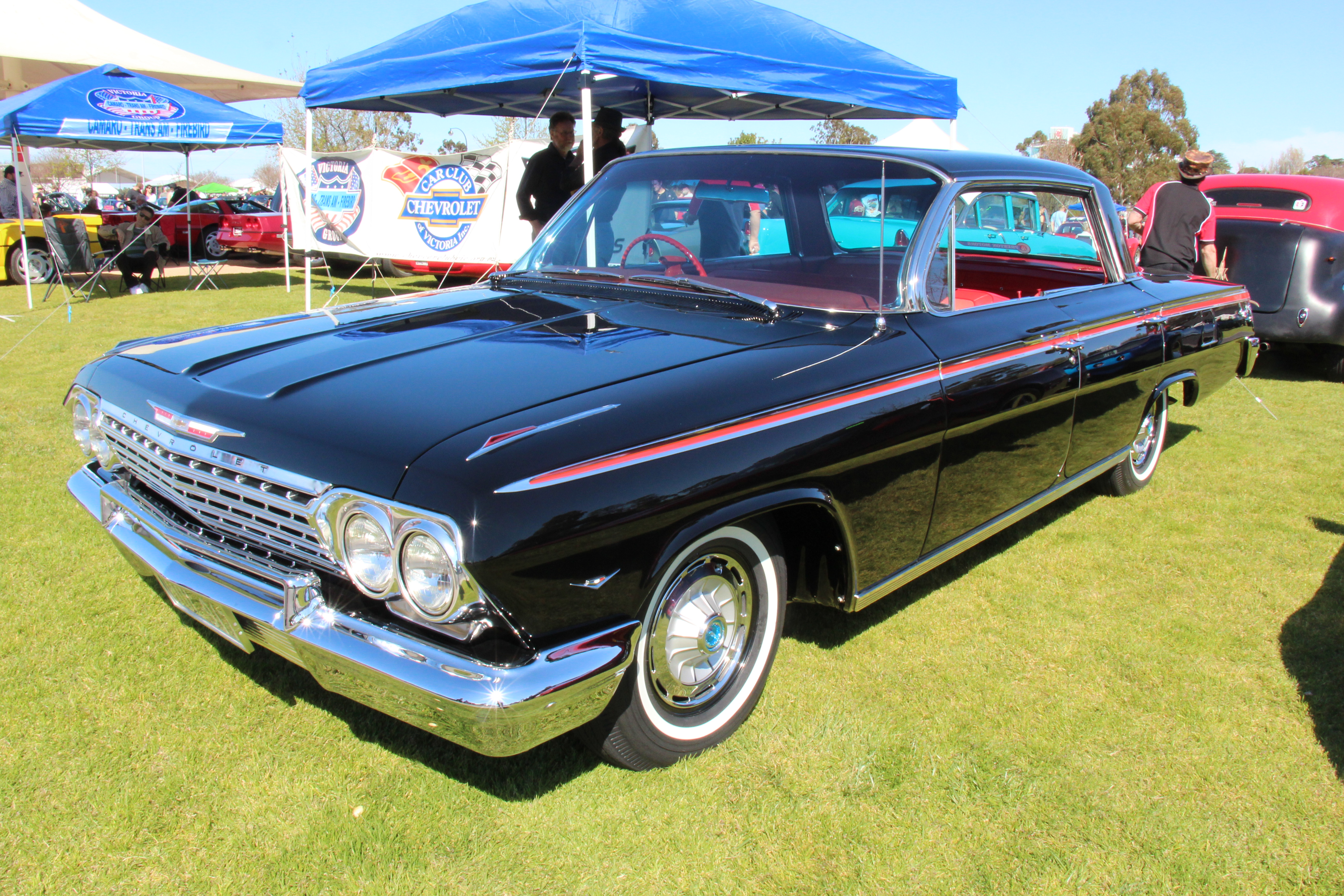
Egy 1962-es modell
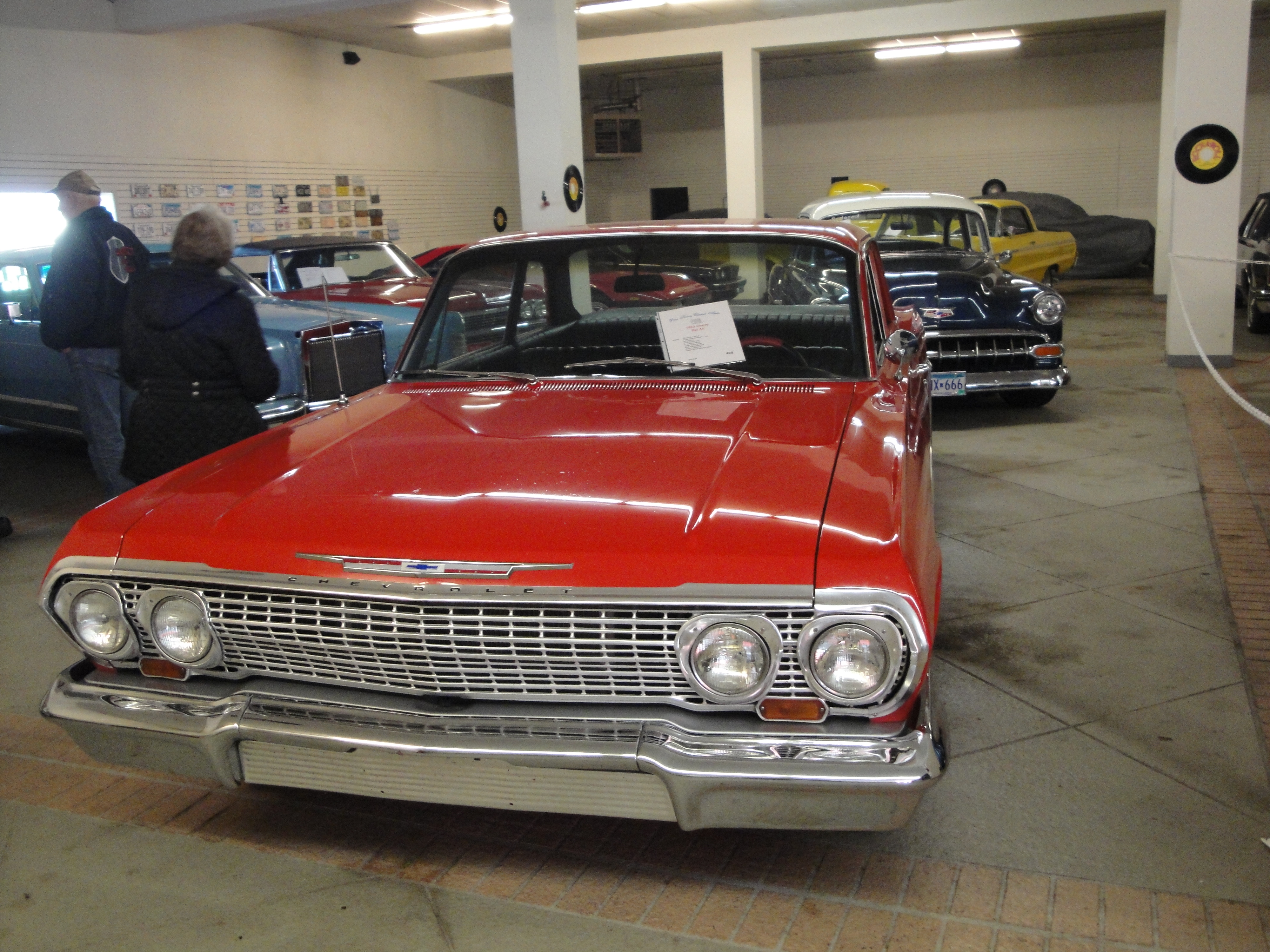
Egy szögletesebb karosszériát kapott 1963-as modell eleje
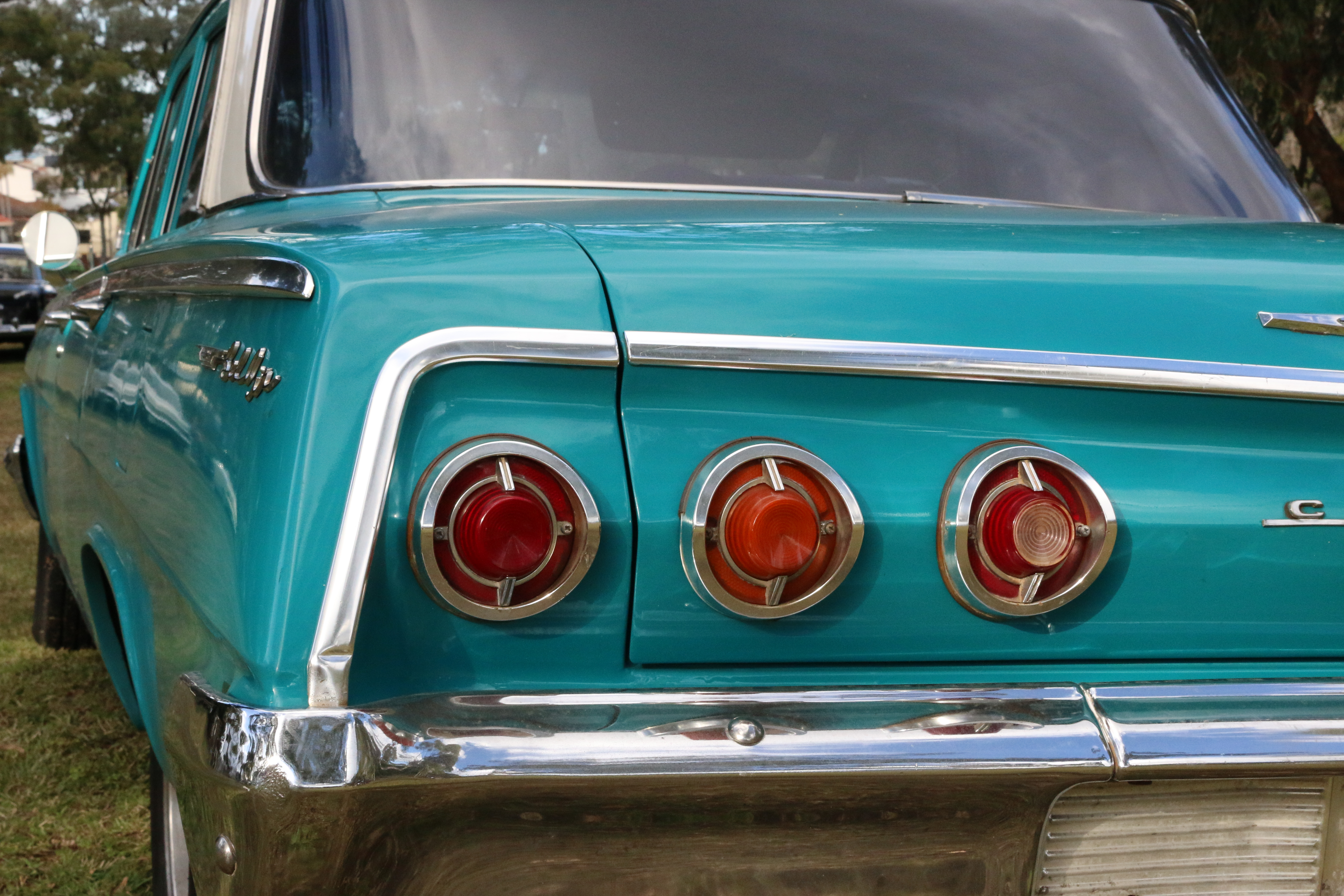
Egy ausztrál változat, három hátsó lámpával

## A hatodik generáció (1964–1970)
Az 1965-ös modellévre megérkezett a Bel Air teljesen megújult hatodik generációja. Bár a tengelytáv megegyezett a korábbi generációéval, a kocsi hossza 5418 mm-re nőtt. Az új, préselt hűtőmaszk, melynek egy része belógott a középen kissé kicsúcsosodó első lökhárító alá, a magasra helyezett kerek fényszórók és az íves szélvédő mind hozzájárultak a Bel Air új, karakteresebb kinézetéhez. A belső is megújult, melynek legszembeötlőbb változása a teljesen átalakult műszerfal volt. Az alap V8-as motor továbbra is a 4,6 literes, 195 lóerős (145 kW) maradt, de megjelent két új 6,5 literes erőforrás is, 325 és 340 lóerővel, a motorválaszték csúcsán pedig a 400 és 425 lóerős 6,7 literes V8-asok álltak. A Bel Air modellek oldalán és küszöbén rozsdamentes acél díszcsíkok futottak végig, a hátsó sárvédőlemezekre típusjelölő felirat került, a kombik pedig elektromosan nyitható csomagtérajtókat kaptak, ezzel megkülönböztetve magukat az olcsóbb Biscayne sorozattól.
A Chevrolet az 1966-os modellévre néhány nem túl nagy, de észrevehető külső változtatást eszközölt a Bel Air sorozaton. Ezek közé tartoztak az előreugró első sárvédőlemezek és a megújult hűtőmaszk. A kerek hátsó lámpák hosszú idő után lekerültek a kocsiról, a helyükre szögletes darabok kerültek, beépített tolatólámpákkal. A megújult modell hossza 5415 mm volt. Az alapmotor a nagyobb, 4,1 literes soros hathengeres lett, 155 lóerővel (116 kW). Megjelent egy új, 7,0 literes V8-as, mint a legnagyobb motor, mely 390 és 425 lóerős változatban volt elérhető. A vinilborítású belső az alapfelszereltség része lett a kombiknál, míg a szedánokhoz szövet- és vinilkárpit is kapható volt. A Bel Air továbbra is jól megkülönböztethető volt a Biscayne-től a karosszéria hossza, a díszcsíkok és a hátsó sárvédőlemezen lévő felirat alapján.
1967-ben a Chevrolet nagyautó-kínálata kidomborodó hátsó sárvédőlemezeket kapott, ám ez a formaterv nem aratott osztatlan sikert. A Bel Air továbbra is két- és négyajtós szedán karosszériával, valamint hat- és kilencszemélyes kombi karosszériával volt kapható. Ebben az évben a kocsira három-három hátsó lámpa került, szemben a Biscayne dupla hátsó lámpáival. A belépő szintű motorok változatlanok maradtak az előző évhez képest, míg felárért 275 lóerős (205 kW) 5,4 literes, 350 lóerős (260 kW) 6,5 literes, valamint 385 lóerős (287 kW) 7,0 literes V8-as motorok voltak rendelhetők, különböző teljesítménynövelő kiegészítőkkel.
A következő modellév Bel Air modelljei csak keveset változtak az 1967-es változathoz képest. A karosszéria 25 mm-rel hosszabb lett, a kocsi elejére pedig egy a Cadillacekéhez nagyon hasonló hűtőrács került. A visszatérő kör alakú dupla hátsó lámpák azonban összetéveszthetetlenné tették őket a Cadillac modelljeivel. Ezek szokatlan módon a hátsó lökhárítóba lettek beépítve. 1968-tól kezdve az Amerikai Egyesült Államok közlekedésbiztonsági előírásai kötelezővé tették a biztonsági öveket minden autóban, így a Bel Airnék is az alapfelszereltség részeivé váltak. A legkisebb, 4,6 literes V8-as kikerült a kínálatból, így a belépő szintű V8-as a frissen megjelent 200 lóerős (150 kW) 5,0 literes lett. A legkisebb motornak számító 4,1 literes soros hathengeressel a Bel Air végsebessége 140 km/h (90 mph) volt, és 12,8 liter üzemanyagot fogyasztott 100 km-en, autópályán. Az 5,0 literes V8-assel szerelt változatok ezzel szemben 169 km/h-ig (105 mph) tudtak felgyorsulni, és egy literrel fogyasztottak többet a hathengeres változatnál.
1969-re a Chevrolet ismét megújította a Bel Air külsejét. A karosszéria hosszabb lett, új első sárvédőlemezek kerültek rá és a vonalvezetés is némileg megváltozott, de az alváz, a karosszéria tartóelemeinek belső felépítése és a tető is változatlan maradt. A 3023 mm-es tengelytáv is megmaradt, de a szedánok hossza 5585 mm-re, a kombiké 5530 mm-re nőtt. A motorkínálat kiegészült 5,7 literes V8-assal, melyek 255 és 300 lóerősek voltak, illetve egy szintén új 6,6 literes is választható volt. A legerősebb egység továbbra is a 7,0 literes 425 lóerős változata volt. Ez volt a kétajtós szedán gyártásának utolsó éve. A kombit átnevezték Townsmanre, amivel a Chevrolet visszatért ahhoz az 1962 előtti trendhez, hogy a kombi változatok saját típusnevet kaptak. Az addig csak a nagyblokkos V8-as motorokhoz kapható háromsebességes Turbo-Hydramatic automata sebességváltó minden motorhoz megrendelhető lett.
Az 1970-es modellév kevés változtatást hozott, melyek közül a legszembeötlőbb a nagy tetszést arató megújult első rész volt. A hathengeres 155 lóerős motor továbbra is a kínálatban maradt, a legkisebb V8-as azonban az 5,7 literes erőforrás 250 lóerős (190 kW) változata lett. A választék csúcsára egy új, 7,4 literes, 345 lóerős (257 kW) V8-as került. Bel Air modellnév alatt már csak a négyajtós szedán volt kapható.
A General Motors 1965 és 1970 közötti B platformja a világ negyedik legtöbbet eladott járműplatformja lett a Volkswagen Bogár, a Ford T-modell és a Lada 2107, 2105 és 2104 sorozat után.

### Képgaléria

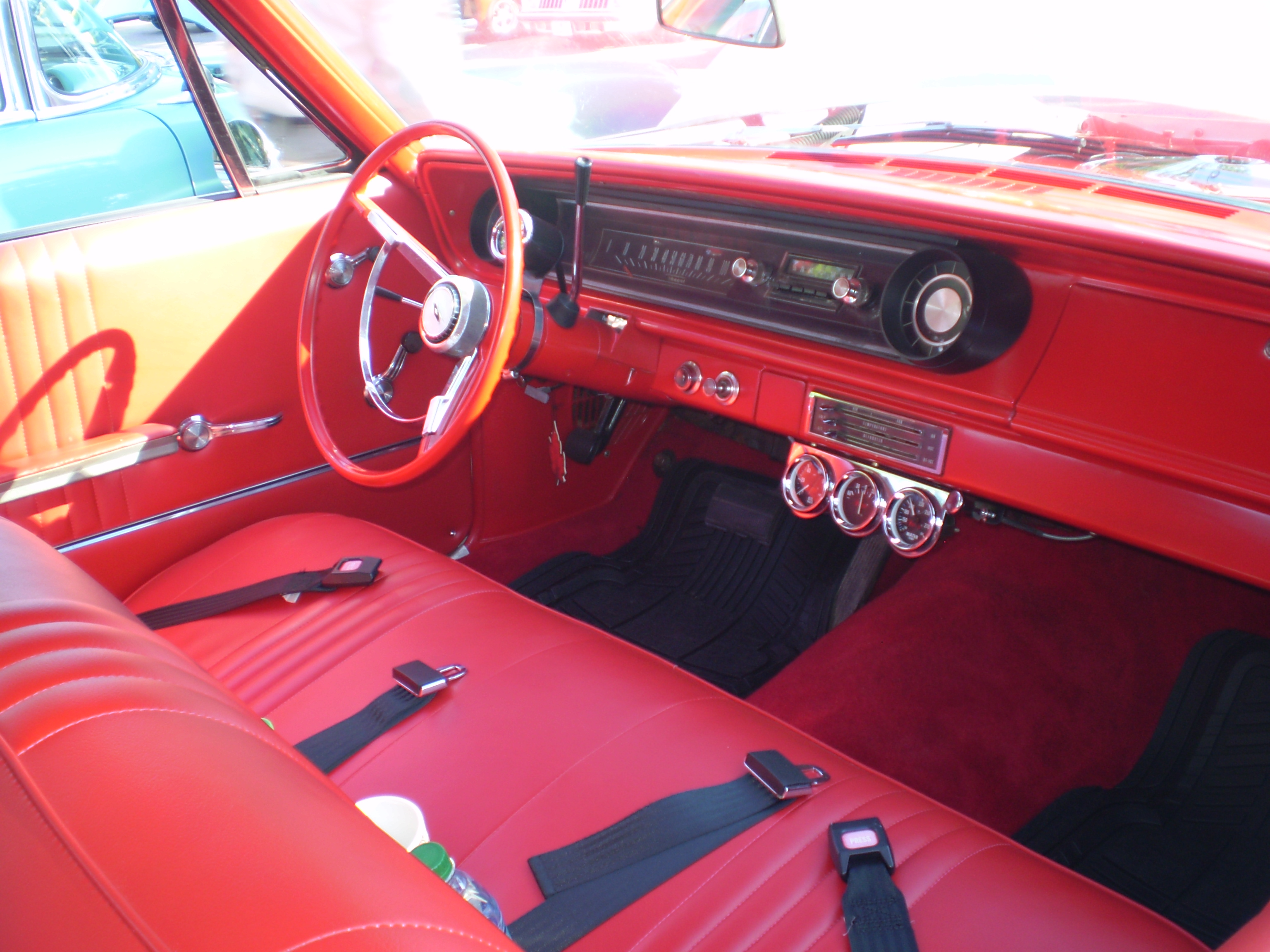
Egy kétajtós 1965-ös modell belseje
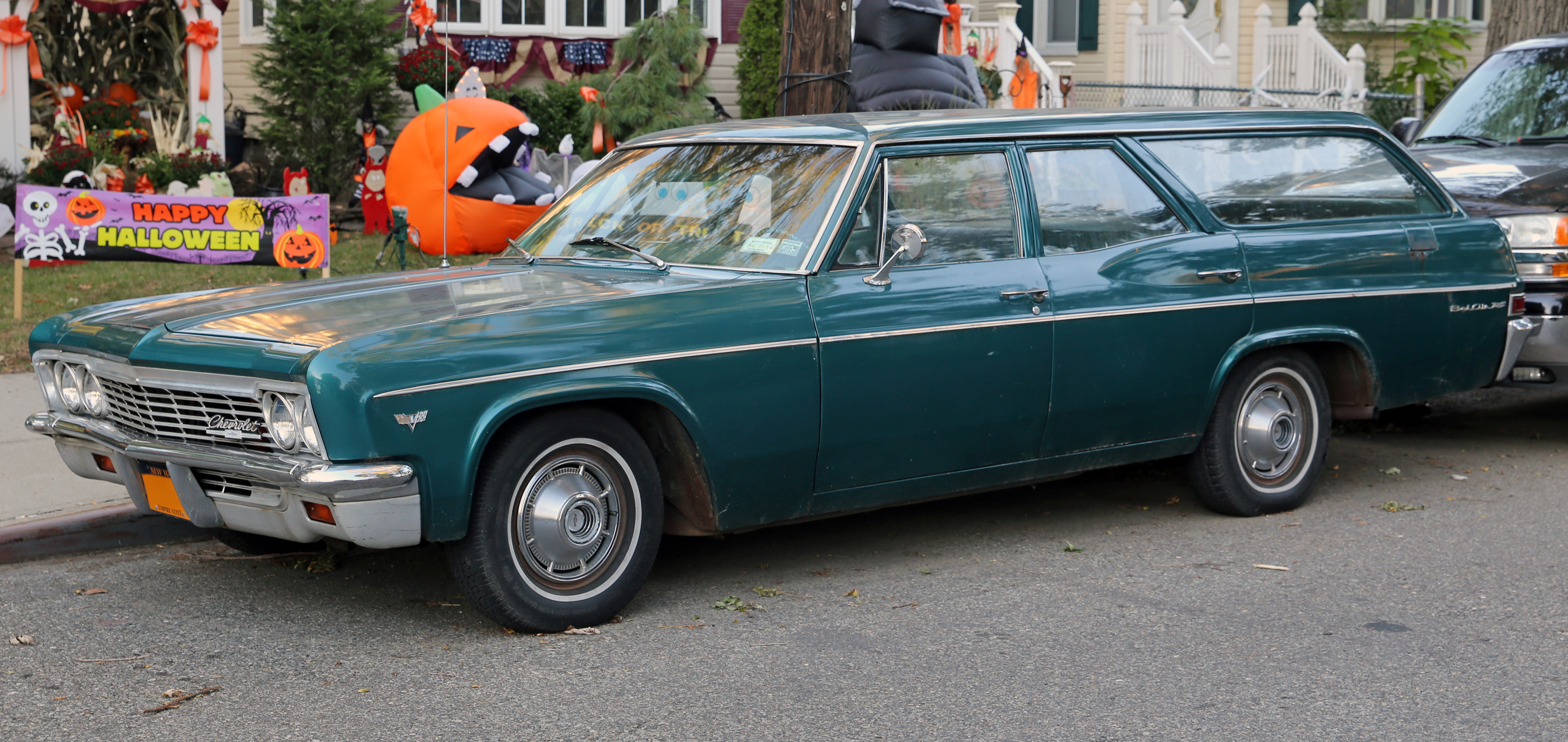
Egy 1966-os kombi
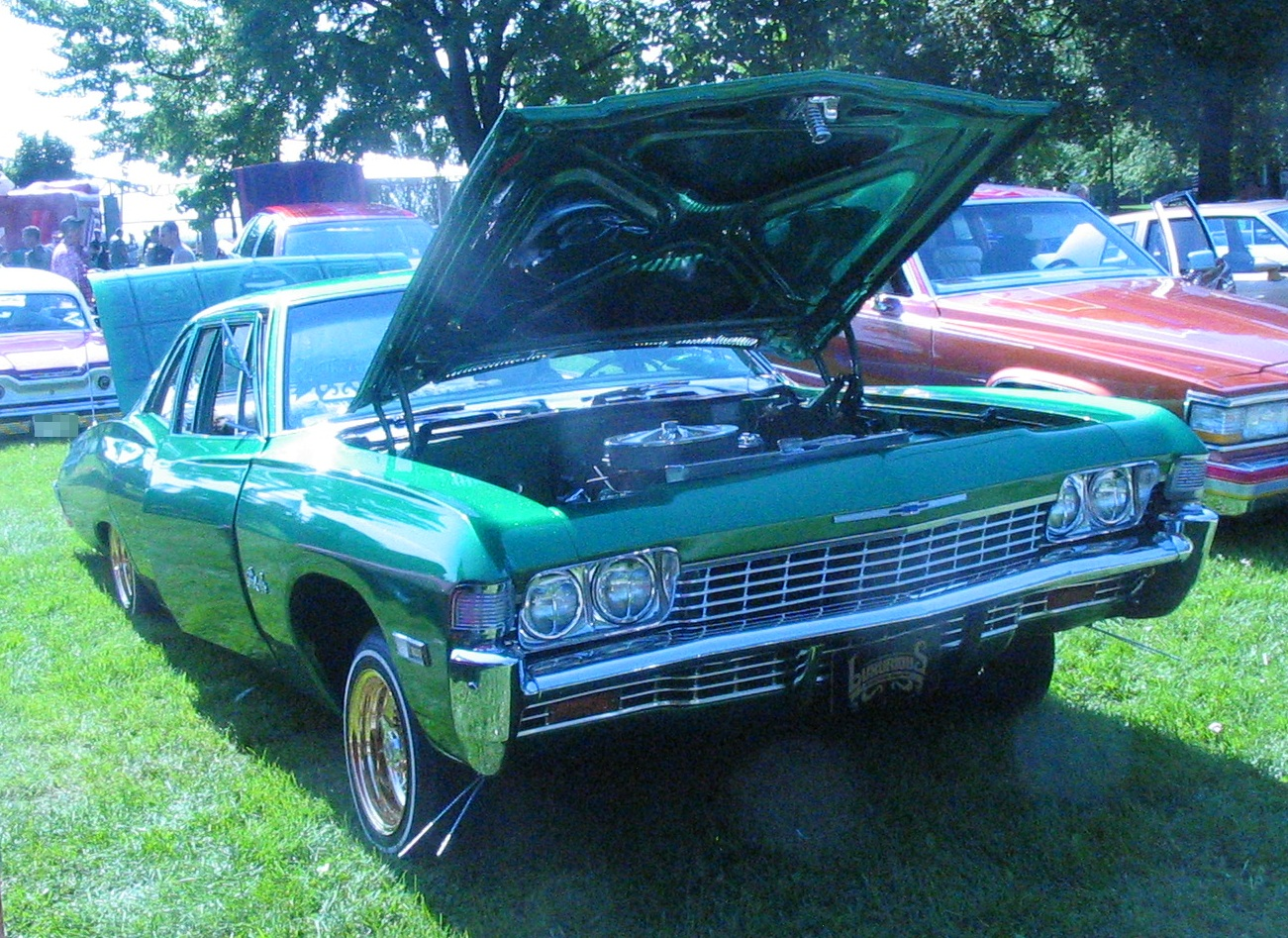
Egy lowriderré alakított 1968-as Bel Air
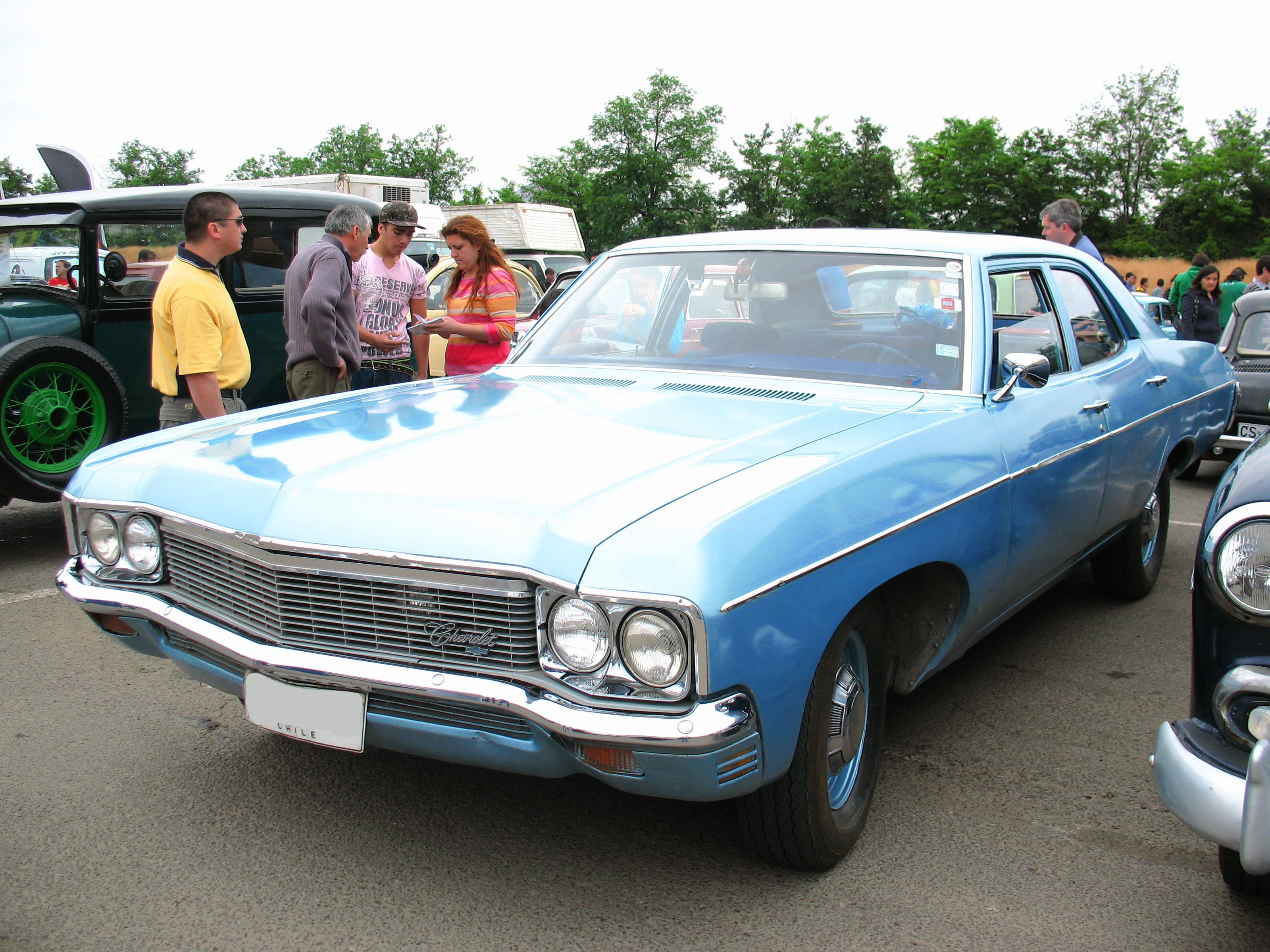
1970-es Bel Air

## A hetedik generáció (1970–1975)
Az 1960-as évek vége felé, a Caprice megjelenését követően a Chevrolet a Bel Airt és olcsóbb változatát, a Biscayne-t főleg a flottavásárlóknak szánta. Ennek ellenére a Bel Air az olyan magánszemélyek körében is népszerű maradt, akik egy egyszerű, nagy méretű, de a Biscayne-nél jobban felszerelt autót kerestek. Amikor az utóbbi gyártása 1972-ben megszűnt, a Bel Air került a Chevrolet nagyautó-kínálatának az aljára. A Bel Air ismét oldalanként két-két hátsó lámpát kapott, míg a Caprice-nek és az Impalának három-három hátsó lámpája volt, kivéve 1972-ben, amikor a Bel Airre is három hátsó lámpa került, a lökhárítóba építve.
1973-ig az alapárért kínált szedánhoz a 4,1 literes, soros hathengeres motor mellé háromsebességes manuális sebességváltó járt, míg a legolcsóbb kombihoz 5,7 V8-as és háromsebességes Turbo-Hydramatic automata váltó. 1971 tavasza után minden V8-as motorral szerelt autóhoz Turbo-Hydramatic sebességváltó járt, de a soros hathengereshez felárért cserébe rendelhető maradt a másik, kétsebességes Powerglide automata. Az 1973-as modellévben mindössze körülbelül 1400 Bel Airt rendeltek a hathengeres motorral, ezért az év végén a Chevrolet befejezte ennek a motorváltozatnak és a manuális sebességváltónak az árusítását. A Bel Air volt az utolsó alvázas amerikai nagyautó, melyhez még kapható volt kézi kapcsolású váltó.
Miután a kétajtós szedán gyártása befejeződött, az amerikai piacon 1970 és 1975 között csak négyajtós szedán és kombi karosszériával volt kapható. Utóbbi 1972-ig a Townsman nevet viselte, majd 1973-tól ismét Bel Air típusnevet kapott. Kanadában azonban 1970 után is kapható volt egy kétajtós keménytetős változat, mely az Impala Sport Coupe változatának karosszériáján alapult.
A modellévek során bekövetkezett további változtatások megegyeztek a drágább Impala és Caprice modellek frissítéseivel. Ezek közül néhányat az amerikai kormány írt elő közlekedésbiztonsági szempontból. Ilyen volt például a legfeljebb 5 mph-s (8 km/h) ütközést a karosszéria deformálódása nélkül elnyelő első lökhárító felszerelése 1973-ban, majd egy évvel később hátra is ilyen lökhárító került. 1975-ben a Bel Air új tetővonalat kapott (az Impalával együtt), valamint az 1974-es Caprice-éval megegyező hűtőrácsot. A beltérben az autó sebességmérőjére új jelölések kerültek, 100 mph-ig skálázva, alatta kisebb betűtípussal pedig km/h-ban is fel lettek tüntetve a megfelelő értékek (160 km/h-ig). Emellett a rádió és a kílmavezérlő gombjaira is új szimbólumok kerültek. Az 1975-ös Bel Airekhez két új extra volt rendelhető: egy "Econominder" műszer, mely az aktuális üzemanyag-takarékosságot és hűtővíz-hőmérsékletet figyelte (az üzemanyag-takarékos autózás iránti egyre komolyabb érdeklődésnek megfelelve), valamint egy időszakos működtetésű ablaktörlő.
1975-ben a Consumer Reports összehasonlított egy 5,7 literes V8-as motoros, Turbo-Hydramatic sebességváltós Bel Airt egy Pontiac Catalinával, egy Ford LTD-vel és egy Plymouth Gran Furyvel. Bár az autó jól teljesített, végül a második helyen végzett a Pontiac mögött. A Consumer Reports a végső összesítésben kiemelte, hogy a Bel Air zajosabb és kevésbé kényelmes, mint a Chevrolet hasonló nagyautói, és egy hasonló felszereltségű, de jobb zajcsillapítású, minőségibb kárpitozású és kényelmesebb ülésű Impala komolyabb ellenfele lehetett volna a Pontiacnak. Bár a lap nem nevezte kimondottan zajos kocsinak a Bel Airt, mégis arra a következtetésre jutott, hogy a vásárlók jobban járnak, ha a 200 dollárral drágább Impalát veszik meg.
A Bel Air gyártása Amerikában 1975-ben befejeződött. Az 1976-os modellévben kapható volt egy alacsonyabb felszereltségű, "S" jelölésű Impala, mely a Bel Air pótlására szolgált.

### Képgaléria

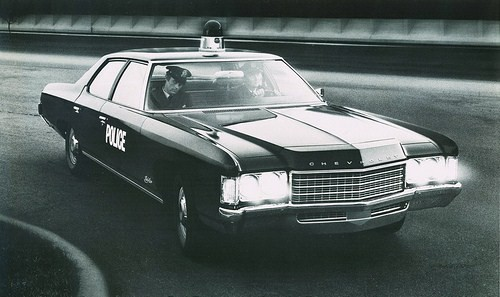
1971-es rendőrségi változat
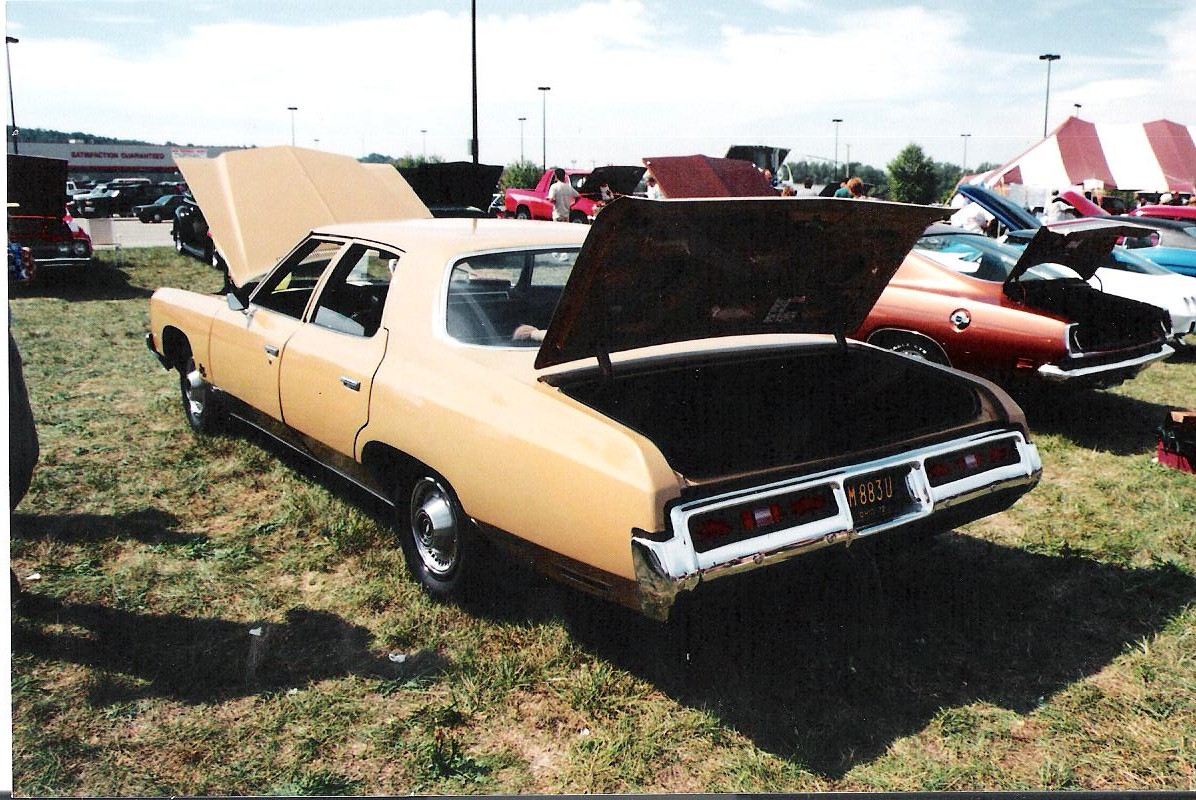
1972-es Bel Air szedán hátulról
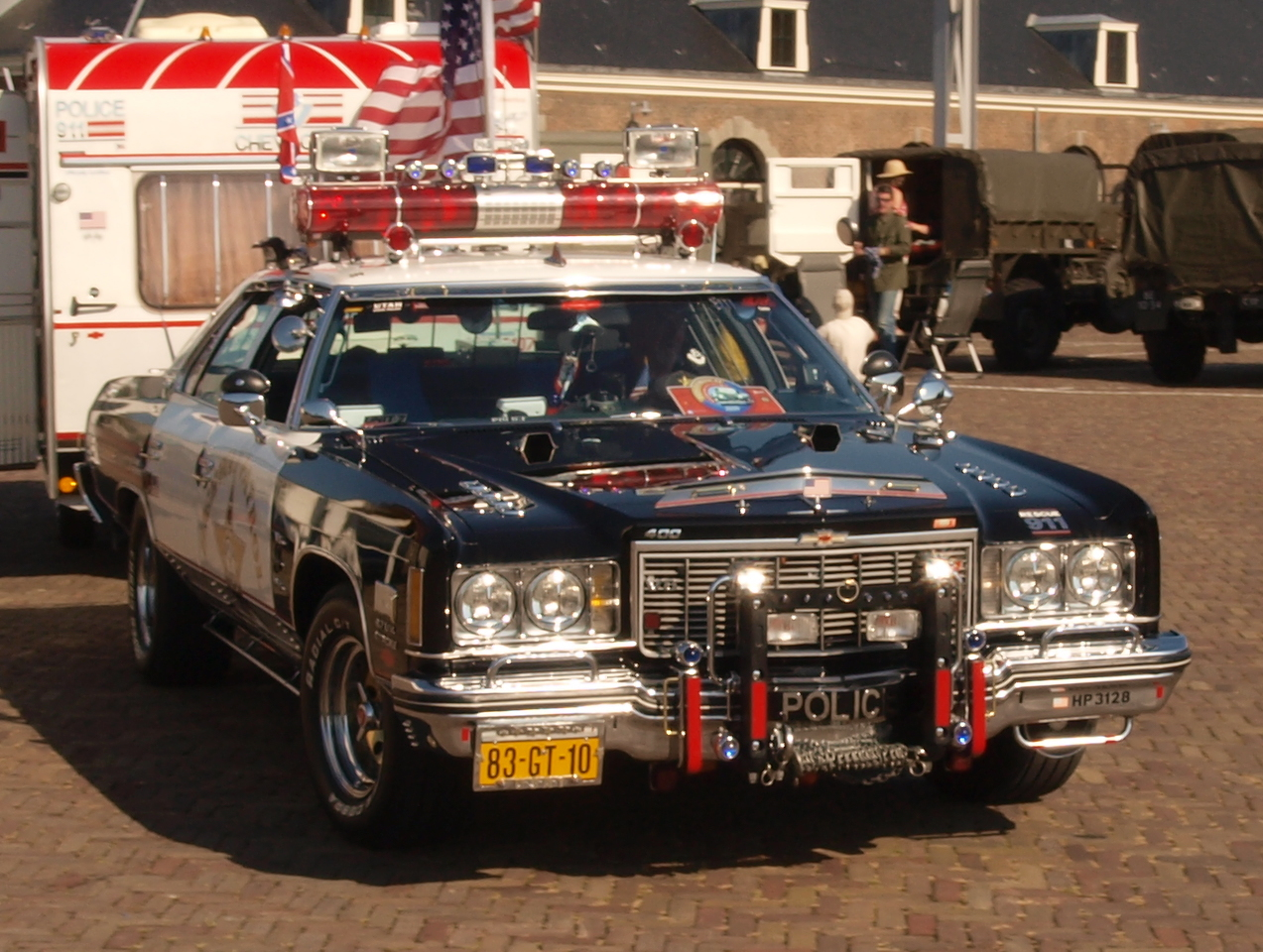
1975-ös rendőrségi változat Hollandiában
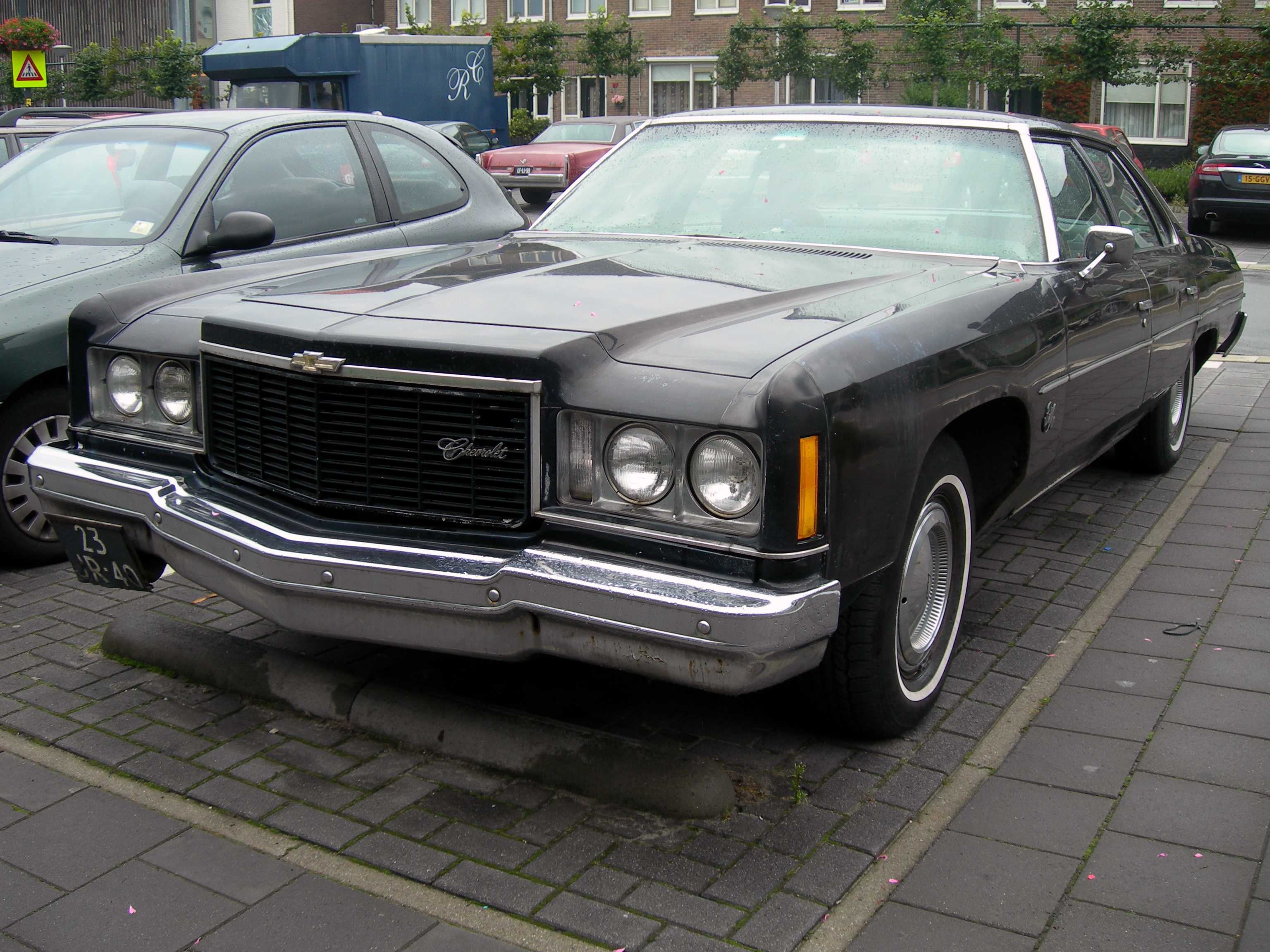
1975-ös Bel Air

## Kizárólag Kanadában forgalmazott modellek

### Korai generációk (1970–1976)
A Bel Air kétajtós szedán változatának forgalmazása 1969-ben befejeződött az Amerikai Egyesült Államokban, de Kanadában 1970-ben megjelent egy kétajtós keménytetős változat, mely az Impala Sport Coupén alapult, de alacsonyabb felszereltségű volt és olcsóbban lehetett megvásárolni. A Bel Air 1975-ig folyamatosan követte az Impala aktuális változtatásait. A négyajtós szedán és kombi modellek megegyeztek az Amerikában gyártott és árult változatokkal. Bár az Egyesült Államokban 1975-ben befejeződött a Bel Air gyártása, Kanadában 1976-ban is a piacokon maradt az összes addig elérhető karosszériaváltozat. Az 1976-os kétajtós variáns az Impala Custom Coupe karosszériáját kapta, nagy, nyithatatlan hátsó oldalablakokkal és keret nélküli első oldalablakokkal.

### A nyolcadik generáció (1976–1981)
Kanadában egészen 1981-ig megvásárolható volt a Bel Air, mint a nagyautó-kínálat legolcsóbb darabja. Az 1976-ban, jelent meg az autó nyolcadik generációja, mint 1977-es modell. Ez ugyanazon a méretcsökkentésen esett át, mint az Impala és Caprice testvérmodelljei Amerikában. A kocsi kétajtós kupé, négyajtós szedán és négyajtós kombi változatban volt kapható. A méretcsökkentés és a gazdaságosság jegyében a motorkínálat is kiesebb lökettérfogatú darabokból állt, mint a korábbi modellek esetében. A szedánok alapmotorjaként 1973 után ismét visszatért a 4,1 literes soros hathengeres, míg a kombikhoz 140 lóerős (100 kW) 5,0 literes V8-as maradt. A legerősebb motor a 6,6 literes, 170 lóerős (130 kW) V8-as volt, amelyik felárért minden karosszériaváltozathoz megrendelhető volt. A nagyobb motorok mind kikerültek a kínálatból, és az összes Bel Airt háromsebességes Turbo-Hydramatic automata sebességváltóval szerelték. Az alapárért cserébe ekkor kis porvédő keréktárcsák, szövet és vinil kárpitozás, szivargyújtó, hamutartó, az első ajtók nyitása esetén automatikusan felkapcsoló tetővilágítás, Astro Ventilation szellőzőrendszer, Delco Freedom akkumulátor, változó áttételű kormányzásrásegítő rendszer és rásegítéses első tárcsafékek jártak.
Az 1980-as modellévben a Bel Air áramvonalasabb karosszériaelemeket kapott, ami némileg üzemanyag-takarékosabbá is tette, emellett egy új, az Impaláéval megegyező hűtőrács is került rá. A soros hathengeres motort leváltotta egy 3,8 literes V6-os, ami a kisblokkos V8-ason alapult. Ez lett a szedánok alapmotorja. A kombik alapárért cserébe kapott motorja egy 4,4 literes kisblokkos, dupla karburátoros V8-as lett. Az 5,0 literes V8-as teljesítménye 15 lóerővel megnőtt, így már 155 lóerő (116 kW) leadására volt képes. Utóbbi volt az elérhető legnagyobb és legerősebb motor a magánszemélyek számára, míg az addigi csúcsnak számító 6,6 literes egységet már csak rendőrautókba szerelték. Ezek mellé 1980-ban megjelent egy az Oldsmobile által kifejlesztett 5,7 literes V8-as dízelmotor is.
A nagyautók eladásai folyamatos és erőteljes csökkenést mutattak, ezért a Bel Air 1981-ben kikerült a Chevrolet kínálatából. Mellette még több hasonló méretű jármű forgalmazása is megszűnt Kanadában ugyanebben az évben, ilyen volt például a Pontiac Laurentian, a Mercury Marquis Meteor és a Ford LTD Custom 500.

## 2002-es prototípus
A 2002-es Észak-amerikai Nemzetközi Autószalonon bemutattak egy kabrió karosszériás, Bel Air tanulmányautót. A kocsi több, az 1955 és 1957 közötti Bel Air modellekre jellemző elemet is kapott. Ilyen volt például az első szélvédő krómozott kerete, a közlekedési lámpák jobb láthatóságát segítő lencse a műszerfalon, illetve a bal hátsó lámpa mögött lévő üzemanyag-betöltő nyílás. A korábbi modellekhez hasonlóan ez is alvázas kialakítású volt, hidroformázott elemekből álló alvázra épülve. Tengelytávja 2819 mm, nyomtávja pedig 1651 mm volt. Előre kettős keresztlengőkaros felfüggesztés, hátulra pedig Hotchkiss-féle merev híd került. A tanulmányautót 18 colos, ötküllős alumínium felnikkel szerelték, melyekre piros díszcsíkos oldalfalú gumiabroncsok kerültek. Emellett négy tárcsafék és négykörös ABS is volt a járműben. Az egyszerű, mégis elegáns belsőtérbe egy kétrészes műszerfal, kormányoszlopra szerelt sebességváltókar és egy jó minőségű anyagokból készült, vörös kárpitozású egyrészes első ülőpad, melyet úgy terveztek, hogy hátulra történő beszálláskor előrébb csússzon.
Az autóval együtt egy kísérleti, turbófeltöltős motor is bemutatkozott, mely a 3,5 literes, soros öthengeres L52 (Vortec 3500) teherautó-motoron alapult. A General Motors 2002 szeptemberében kiadott sajtóközleménye szerint a 20 szelepes, dupla vezérműtengelyes, teljes mértékben alumíniumból készült erőforrás 93 mm-es furattal és 102 mm-es lökettel bírt, és 315 lóerős teljesítmény, valamint 427 Nm-es nyomaték leadására volt képes. Ehhez egy négysebességes Turbo-Hydramatic 4L60-E automata sebességváltót kapcsoltak. A kormányra került egy úgynevezett "turbógomb", melyet megnyomva ideiglenesen meg lehetett növelni a motor teljesítményét. A General Motors végül úgy ítélte meg, nem lenne jövedelmező a modell gyártása, ezért nem került sorozatgyártásra.

## Gyorsulási versenyek
Az 1962-es, "buboréktetős" Bel Air Sport Coupe 6,7 literes, 409 lóerős (305 kW) motorral szerelt változata nagy népszerűségnek örvendett a gyorsulási versenyekre járók körében. Népszerűségének kedvezett, hogy megrendelhető volt egy speciális csomagban, alumínium karosszériaelemekkel, szívócsonk-előmelegítő nélkül és négysebességes manuális sebességváltóval. Ebből az évjáratból ezek a darabok a legkeresettebbek a gyűjtők körében, még a Super Sport változatnál is többet érnek.

## Fordítás
Ez a szócikk részben vagy egészben  a   Chevrolet Bel Air című angol Wikipédia-szócikk fordításán alapul.  Az eredeti cikk szerkesztőit annak laptörténete sorolja fel. Ez a jelzés csupán a megfogalmazás eredetét és a szerzői jogokat jelzi, nem szolgál a cikkben szereplő információk forrásmegjelöléseként.